# Svenska Hockeyligan 2017/2018
Svenska Hockeyligan 2017/2018 var den 43:e säsongen av Svenska Hockeyligan, Sveriges högsta division i ishockey. Grundserien spelades mellan 16 september 2017 och 10 mars 2018.

## Deltagande lag
14 lag kvalificerade sig för spel i Svenska Hockeyligan 2017/2018 utifrån resultaten i SHL 2016/2017 och Direktkval till SHL 2017.
| Lag            | Ort        | Arena                  | Kapacitet | Kapacitet |
| -------------- | ---------- | ---------------------- | --------- | --------- |
| Brynäs IF      | Gävle      | Gavlerinken Arena      | 7909      | [ 3 ]     |
| Djurgårdens IF | Stockholm  | Hovet                  | 8094      | [ 4 ]     |
| Frölunda HC    | Göteborg   | Scandinavium           | 12044     | [ 5 ]     |
| Färjestad BK   | Karlstad   | Löfbergs Arena         | 8250      | [ 6 ]     |
| HV71           | Jönköping  | Kinnarps Arena         | 7000      | [ 7 ]     |
| Karlskrona HK  | Karlskrona | NKT Arena Karlskrona   | 5050      | [ 8 ]     |
| Linköping HC   | Linköping  | Saab Arena             | 8500      | [ 9 ]     |
| Luleå HF       | Luleå      | Coop Norrbotten Arena  | 6300      | [ 10 ]    |
| Malmö Redhawks | Malmö      | Malmö Arena            | 12600     | [ 11 ]    |
| Mora IK        | Mora       | Jalas Arena            | 4500      | [ 12 ]    |
| Rögle BK       | Ängelholm  | Lindab Arena           | 5150      | [ 13 ]    |
| Skellefteå AIK | Skellefteå | Skellefteå Kraft Arena | 5801      | [ 14 ]    |
| Växjö Lakers   | Växjö      | Vida Arena             | 5750      | [ 15 ]    |
| Örebro HK      | Örebro     | Behrn Arena            | 5500      | [ 16 ]    |

## Grundserien

### Poängtabell
| Nr | Lag            | S  | V  | ÖV | ÖF | F  | GM  | IM  | MS  | P   |
| -- | -------------- | -- | -- | -- | -- | -- | --- | --- | --- | --- |
| 1  | Växjö Lakers   | 52 | 34 | 6  | 2  | 10 | 169 | 104 | +65 | 116 |
| 2  | Djurgårdens IF | 52 | 23 | 9  | 8  | 12 | 153 | 111 | +42 | 95  |
| 3  | Frölunda HC    | 52 | 25 | 7  | 5  | 15 | 159 | 137 | +22 | 94  |
| 4  | Färjestad BK   | 52 | 23 | 6  | 6  | 17 | 174 | 145 | +29 | 87  |
| 5  | Skellefteå AIK | 52 | 26 | 3  | 3  | 20 | 145 | 118 | +27 | 87  |
| 6  | Malmö Redhawks | 52 | 20 | 8  | 10 | 14 | 152 | 138 | +14 | 86  |
| 7  | Luleå HF       | 52 | 19 | 10 | 4  | 19 | 128 | 117 | +11 | 81  |
| 8  | HV71 (RM)      | 52 | 21 | 6  | 6  | 19 | 145 | 143 | +2  | 81  |
| 9  | Linköping HC   | 52 | 21 | 3  | 9  | 19 | 135 | 130 | +5  | 78  |
| 10 | Brynäs IF      | 52 | 21 | 2  | 3  | 26 | 132 | 148 | −16 | 70  |
| 11 | Rögle BK       | 52 | 16 | 4  | 5  | 27 | 132 | 169 | −37 | 61  |
| 12 | Örebro HK      | 52 | 14 | 4  | 8  | 26 | 121 | 151 | −30 | 58  |
| 13 | Mora IK (U)    | 52 | 13 | 5  | 2  | 32 | 104 | 163 | −59 | 51  |
| 14 | Karlskrona HK  | 52 | 11 | 4  | 6  | 31 | 101 | 176 | −75 | 47  |

### Resultattabell
| Hemma \ Borta  | BIF           | DIF                 | FRÖ                | FBK           | HV71                | KHK           | LHC           | LHF           | MRH                | MIK           | RBK                | SAIK         | VLH           | ÖHK                |
| Brynäs IF      | —             | 1–3 4–1             | 4–1 1–2            | 1–4 4–2       | 2–4                 | 3–1 1–4       | 1–5           | 6–0 4–1       | 5–3 1–4            | 0–2 5–2       | 4–5 4–0            | 2–8 2–0      | 2–1 3–5       | 3–4 4–3 (SD)       |
| Djurgårdens IF | 5–1 0–2       | —                   | 0–1 1–4            | 2–4 3–1       | 2–1 (SD) 5–2        | 3–0 7–0       | 6–3 3–1       | 1–2 (str) 2–1 | 4–3 (SD) 3–4 (str) | 6–0 2–3 (str) | 4–3 (SD) 6–2       | 4–2 2–1      | 2–1 3–4 (str) | 2–1 3–1            |
| Frölunda HC    | 0–4 8–3       | 3–4 (str) 2–4       | —                  | 1–4 4–5 (SD)  | 1–3 4–5 (SD)        | 3–0 4–1       | 4–0 5–1       | 4–3 3–2 (SD)  | 3–4 2–1 (str)      | 3–2 (SD) 3–2  | 5–1 3–2            | 3–2 (SD) 1–2 | 2–5 2–1       | 3–2 3–1            |
| Färjestad BK   | 4–1 2–1       | 2–1 2–3             | 7–4 1–2 (SD)       | —             | 8–2 4–3 (str)       | 6–0 5–3       | 3–2 (str) 3–1 | 4–2 2–1       | 1–2 3–4 (SD)       | 4–1 2–4       | 4–2 5–1            | 1–3 3–4 (SD) | 1–3 4–5       | 7–4 1–3            |
| HV71           | 2–4 1–3       | 4–2 1–4             | 5–4 3–5            | 2–4 5–6 (SD)  | —                   | 3–2 (str) 5–3 | 0–2 1–6       | 3–2 7–1       | 5–4 (SD) 2–3 (SD)  | 5–0           | 2–1 2–3            | 3–1          | 3–2 2–3       | 2–6 5–2            |
| Karlskrona HK  | 1–3 4–5 (str) | 2–1 (str) 1–0       | 1–7 3–5            | 2–5 3–4       | 0–1 2–6             | —             | 4–2 2–3       | 0–1 (SD) 1–5  | 3–6 1–2            | 3–0 2–1       | 2–1 (str) 2–6      | 1–2 3–1      | 1–3 4–6       | 6–3 3–2            |
| Linköping HC   | 3–1 4–3 (SD)  | 3–2 (str) 6–5       | 2–3 0–2            | 5–3 2–3 (str) | 1–2 (str) 5–6 (str) | 5–2 2–3 (SD)  | —             | 2–3 (SD) 0–2  | 4–1 1–2            | 1–0 4–1       | 4–2 0–3            | 2–0 1–3      | 4–5 (SD) 1–3  | 1–4 3–0            |
| Luleå HF       | 1–6 3–2       | 2–1 (str) 3–2 (str) | 3–2 (SD) 4–3 (str) | 4–1           | 0–3 3–2             | 6–0 7–1       | 3–4 (SD) 3–2  | —             | 1–2 2–0            | 3–1 3–0       | 3–4 (str) 2–1 (SD) | 1–3 0–1      | 2–0 1–3       | 4–3 (str) 0–1      |
| Malmö Redhawks | 5–1 3–1       | 3–4 (SD) 3–4 (str)  | 2–3 (str) 5–0      | 3–2 (SD) 3–1  | 3–1 2–1 (str)       | 3–1 2–4       | 3–5 3–2       | 1–2 1–2 (str) | —                  | 0–1 (str) 6–1 | 5–0 2–5            | 3–5 5–4 (SD) | 2–4 0–4       | 2–3 (SD) 5–4 (str) |
| Mora IK        | 0–1 6–2       | 4–3 0–4             | 3–4 (str) 1–3      | 2–5 5–4 (str) | 5–3 2–4             | 4–3 (SD) 3–1  | 1–4 1–2       | 3–2 5–3       | 2–1 1–3            | —             | 5–1 2–3            | 3–0 0–3      | 1–4 2–4       | 3–2 0–3            |
| Rögle BK       | 3–1 4–3       | 2–6 2–1             | 4–3 3–4            | 5–2 3–2 (str) | 1–2 4–1             | 1–2 (str) 1–4 | 0–6 2–4       | 1–2 3–5       | 8–7 (SD) 2–3       | 1–6 3–0       | —                  | 2–7 3–4      | 3–4 6–2       | 6–1                |
| Skellefteå AIK | 1–2 3–1       | 1–2 3–1             | 0–3 4–2            | 2–5 6–5       | 6–2 0–1 (SD)        | 4–2 2–1 (SD)  | 4–1 2–3       | 7–4 1–3       | 3–0 4–2            | 10–4 3–2      | 4–3 (SD) 4–1       | —            | 0–1 2–4       | 2–0 3–1            |
| Växjö Lakers   | 4–3 (str)     | 4–5 (str) 1–3       | 3–1 7–3            | 2–4 3–0       | 2–1 (SD) 2–1        | 5–0 2–1       | 3–1 2–0       | 3–5 2–1 (str) | 1–2 6–3            | 5–2 7–2       | 3–0 5–0            | 4–2 3–2      | —             | 2–1 3–1            |
| Örebro HK      | 1–2 2–3       | 2–3 (SD)            | 2–3 4–6            | 3–2 4–6       | 3–0 0–3             | 3–5 5–0       | 2–1 4–3 (SD)  | 2–0 0–5       | 4–5 (SD) 1–6       | 4–1 1–2 (str) | 2–0 2–3 (SD)       | 3–2 4–1      | 3–2 (SD) 1–2  | —                  |

### Spelarstatistik
Poängliga
|    | Spelare          | Lag             | SM | Mål | Assist | Poäng | Utv.min. | +/– |
| -- | ---------------- | --------------- | -- | --- | ------ | ----- | -------- | --- |
| 1  | Elias Pettersson | Växjö Lakers HC | 44 | 24  | 32     | 56    | 14       | 27  |
| 2  | Ryan Lasch       | Frölunda HC     | 49 | 15  | 40     | 55    | 18       | 4   |
| 3  | Joakim Lindström | Skellefteå AIK  | 46 | 16  | 34     | 50    | 63       | 17  |
| 4  | Pär Lindholm     | Skellefteå AIK  | 49 | 18  | 29     | 47    | 28       | 18  |
| 5  | Johan Ryno       | Färjestad BK    | 46 | 9   | 37     | 46    | 28       | 13  |
| 6  | Dick Axelsson    | Färjestad BK    | 48 | 21  | 24     | 45    | 44       | 8   |
| 7  | Aaron Palushaj   | Brynäs IF       | 51 | 19  | 26     | 45    | 42       | -3  |
| 8  | Victor Olofsson  | Frölunda HC     | 50 | 27  | 16     | 43    | 8        | 1   |
| 9  | Oscar Möller     | Skellefteå AIK  | 49 | 18  | 24     | 42    | 6        | 15  |
| 10 | Andrew Calof     | Växjö Lakers HC | 52 | 24  | 17     | 41    | 14       | 17  |

Spelarstatistiken är hämtad från Svenska Ishockeyförbundet

## Slutspel
Tio lag gör upp om Le Mat-pokalen och titeln som Svenska mästare.

### Slutspelsträd
|                 | Åttondelsfinaler                                 | Åttondelsfinaler                                 | Åttondelsfinaler                                 |                                                  |                                                  | Kvartsfinaler                                    | Kvartsfinaler                                    | Kvartsfinaler                                    |                                                  |                                                  | Semifinaler                                      | Semifinaler                                      | Semifinaler                                      |  |   | Final          | Final | Final |
|                 |                                                  |                                                  |                                                  |                                                  |                                                  |                                                  |                                                  |                                                  |                                                  |                                                  |                                                  |                                                  |                                                  |  |   |                |       |       |
|                 |                                                  |                                                  |                                                  |                                                  |                                                  | 1                                                | Växjö Lakers                                     | 4                                                |                                                  |                                                  |                                                  |                                                  |                                                  |  |   |                |       |       |
|                 |                                                  |                                                  |                                                  |                                                  |                                                  | 10                                               | Brynäs IF                                        | 1                                                |                                                  |                                                  |                                                  |                                                  |                                                  |  |   |                |       |       |
|                 | 7                                                | Luleå HF                                         | 1                                                |                                                  |                                                  | 10                                               | Brynäs IF                                        | 1                                                |                                                  | 1                                                | Växjö Lakers                                     | 4                                                |                                                  |  |   |                |       |       |
|                 | 7                                                | Luleå HF                                         | 1                                                |                                                  |                                                  |                                                  |                                                  |                                                  |                                                  | 1                                                | Växjö Lakers                                     | 4                                                |                                                  |  |   |                |       |       |
|                 | 10                                               | Brynäs IF                                        | 2                                                |                                                  |                                                  |                                                  | 6                                                | Malmö Redhawks                                   | 0                                                |                                                  |                                                  |                                                  |                                                  |  |   |                |       |       |
|                 | 10                                               | Brynäs IF                                        | 2                                                | 2                                                | Djurgårdens IF                                   | 4                                                | 6                                                | Malmö Redhawks                                   | 0                                                |                                                  |                                                  |                                                  |                                                  |  |   |                |       |       |
|                 |                                                  |                                                  |                                                  |                                                  |                                                  | 4                                                |                                                  |                                                  |                                                  |                                                  |                                                  |                                                  |                                                  |  |   |                |       |       |
|                 |                                                  |                                                  |                                                  |                                                  |                                                  | 9                                                | Linköpings HC                                    | 1                                                |                                                  |                                                  |                                                  |                                                  |                                                  |  |   |                |       |       |
|                 | (Lagen omseedas efter första och andra omgången) | (Lagen omseedas efter första och andra omgången) | (Lagen omseedas efter första och andra omgången) | (Lagen omseedas efter första och andra omgången) | (Lagen omseedas efter första och andra omgången) | (Lagen omseedas efter första och andra omgången) | (Lagen omseedas efter första och andra omgången) | (Lagen omseedas efter första och andra omgången) | (Lagen omseedas efter första och andra omgången) | (Lagen omseedas efter första och andra omgången) | (Lagen omseedas efter första och andra omgången) | (Lagen omseedas efter första och andra omgången) | (Lagen omseedas efter första och andra omgången) |  | 1 | Växjö Lakers   | 4     |       |
|                 |                                                  |                                                  |                                                  |                                                  |                                                  | (Lagen omseedas efter första och andra omgången) | (Lagen omseedas efter första och andra omgången) | (Lagen omseedas efter första och andra omgången) | (Lagen omseedas efter första och andra omgången) | (Lagen omseedas efter första och andra omgången) | (Lagen omseedas efter första och andra omgången) | (Lagen omseedas efter första och andra omgången) | (Lagen omseedas efter första och andra omgången) |  | 5 | Skellefteå AIK | 0     |       |
|                 |                                                  |                                                  |                                                  |                                                  |                                                  | 3                                                | Frölunda HC                                      | 2                                                |                                                  |                                                  |                                                  |                                                  |                                                  |  |   |                |       |       |
|                 |                                                  |                                                  |                                                  |                                                  |                                                  | 6                                                | Malmö Redhawks                                   | 4                                                |                                                  |                                                  |                                                  |                                                  |                                                  |  |   |                |       |       |
|                 | 8                                                | HV71                                             | 0                                                |                                                  |                                                  | 6                                                | Malmö Redhawks                                   | 4                                                |                                                  | 2                                                | Djurgårdens IF                                   | 2                                                |                                                  |  |   |                |       |       |
|                 | 8                                                | HV71                                             | 0                                                |                                                  |                                                  |                                                  |                                                  |                                                  |                                                  | 2                                                | Djurgårdens IF                                   | 2                                                |                                                  |  |   |                |       |       |
|                 | 9                                                | Linköpings HC                                    | 2                                                |                                                  |                                                  |                                                  | 5                                                | Skellefteå AIK                                   | 4                                                |                                                  |                                                  |                                                  |                                                  |  |   |                |       |       |
|                 | 9                                                | Linköpings HC                                    | 2                                                | 4                                                | Färjestad BK                                     | 2                                                | 5                                                | Skellefteå AIK                                   | 4                                                |                                                  |                                                  |                                                  |                                                  |  |   |                |       |       |
|                 |                                                  |                                                  |                                                  |                                                  |                                                  | 2                                                |                                                  |                                                  |                                                  |                                                  |                                                  |                                                  |                                                  |  |   |                |       |       |
|                 |                                                  |                                                  |                                                  |                                                  |                                                  | 5                                                | Skellefteå AIK                                   | 4                                                |                                                  |                                                  |                                                  |                                                  |                                                  |  |   |                |       |       |
| Tabellplacering |                                                  |                                                  |                                                  |                                                  |                                                  |                                                  |                                                  |                                                  |                                                  |                                                  |                                                  |                                                  |                                                  |  |   |                |       |       |

### Åttondelsfinaler
I åttondelsfinal 1 möttes laget på 7:e plats laget på 10:e plats. I åttondelsfinal 2 möttes laget på 8:e plats laget på 9:e plats. Åttondelsfinalerna spelades i bäst av tre matcher. Vinnaren i respektive åttondelsfinal gick vidare till kvartsfinal.

#### Luleå HF–Brynäs IF
| 1.3                                           | 12 mars 2018 | Luleå HF                                                     | 2 – 3                   | Brynäs IF               | Coop Norrbotten Arena                                                                                         | |
|                                               |              | (1–1, 1–1, 0–1) Rapport                                      | (1–1, 1–1, 0–1) Rapport | (1–1, 1–1, 0–1) Rapport | Luleå Publik: 4 169 Domare: Huvuddomare Mikael Nord Mikael Andersson Linjedomare Emil Yletyinen Johannes Käck | Luleå Publik: 4 169 Domare: Huvuddomare Mikael Nord Mikael Andersson Linjedomare Emil Yletyinen Johannes Käck |
| Johan Harju (11:13) (PP1) Johan Harju (37:43) | Mål          | (10:12) Kevin Clark (25:34) Johan Alcén (59:32) Juuso Ikonen |                         |                         | Luleå Publik: 4 169 Domare: Huvuddomare Mikael Nord Mikael Andersson Linjedomare Emil Yletyinen Johannes Käck | Luleå Publik: 4 169 Domare: Huvuddomare Mikael Nord Mikael Andersson Linjedomare Emil Yletyinen Johannes Käck |
|                                               |              |                                                              |                         |                         | Luleå Publik: 4 169 Domare: Huvuddomare Mikael Nord Mikael Andersson Linjedomare Emil Yletyinen Johannes Käck | Luleå Publik: 4 169 Domare: Huvuddomare Mikael Nord Mikael Andersson Linjedomare Emil Yletyinen Johannes Käck |
|                                               |              |                                                              |                         |                         | Luleå Publik: 4 169 Domare: Huvuddomare Mikael Nord Mikael Andersson Linjedomare Emil Yletyinen Johannes Käck | Luleå Publik: 4 169 Domare: Huvuddomare Mikael Nord Mikael Andersson Linjedomare Emil Yletyinen Johannes Käck |
|                                               |              |                                                              |                         |                         | Luleå Publik: 4 169 Domare: Huvuddomare Mikael Nord Mikael Andersson Linjedomare Emil Yletyinen Johannes Käck | Luleå Publik: 4 169 Domare: Huvuddomare Mikael Nord Mikael Andersson Linjedomare Emil Yletyinen Johannes Käck |
|                                               |              |                                                              |                         |                         | Luleå Publik: 4 169 Domare: Huvuddomare Mikael Nord Mikael Andersson Linjedomare Emil Yletyinen Johannes Käck | Luleå Publik: 4 169 Domare: Huvuddomare Mikael Nord Mikael Andersson Linjedomare Emil Yletyinen Johannes Käck |

| 2.3                           | 14 mars 2018 | Brynäs IF                                         | 1 – 2                   | Luleå HF                | Gavlerinken Arena                                                                                            | |
|                               |              | (1–0, 0–1, 0–1) Rapport                           | (1–0, 0–1, 0–1) Rapport | (1–0, 0–1, 0–1) Rapport | Gävle Publik: 5 114 Domare: Huvuddomare Sören Persson Tobias Björk Linjedomare Daniel Persson Gustav Jonsson | Gävle Publik: 5 114 Domare: Huvuddomare Sören Persson Tobias Björk Linjedomare Daniel Persson Gustav Jonsson |
| Jacob Blomqvist (17:52) (PP1) | Mål          | (33:53) (PP1) Patrick Cehlin (40:38) Robin Kovacs |                         |                         | Gävle Publik: 5 114 Domare: Huvuddomare Sören Persson Tobias Björk Linjedomare Daniel Persson Gustav Jonsson | Gävle Publik: 5 114 Domare: Huvuddomare Sören Persson Tobias Björk Linjedomare Daniel Persson Gustav Jonsson |
|                               |              |                                                   |                         |                         | Gävle Publik: 5 114 Domare: Huvuddomare Sören Persson Tobias Björk Linjedomare Daniel Persson Gustav Jonsson | Gävle Publik: 5 114 Domare: Huvuddomare Sören Persson Tobias Björk Linjedomare Daniel Persson Gustav Jonsson |
|                               |              |                                                   |                         |                         | Gävle Publik: 5 114 Domare: Huvuddomare Sören Persson Tobias Björk Linjedomare Daniel Persson Gustav Jonsson | Gävle Publik: 5 114 Domare: Huvuddomare Sören Persson Tobias Björk Linjedomare Daniel Persson Gustav Jonsson |
|                               |              |                                                   |                         |                         | Gävle Publik: 5 114 Domare: Huvuddomare Sören Persson Tobias Björk Linjedomare Daniel Persson Gustav Jonsson | Gävle Publik: 5 114 Domare: Huvuddomare Sören Persson Tobias Björk Linjedomare Daniel Persson Gustav Jonsson |
|                               |              |                                                   |                         |                         | Gävle Publik: 5 114 Domare: Huvuddomare Sören Persson Tobias Björk Linjedomare Daniel Persson Gustav Jonsson | Gävle Publik: 5 114 Domare: Huvuddomare Sören Persson Tobias Björk Linjedomare Daniel Persson Gustav Jonsson |

| 3.3                                       | 16 mars 2018 | Luleå HF                                                                             | 2 – 4                   | Brynäs IF               | Coop Norrbotten Arena                                                                                      | |
|                                           |              | (0–2, 1–1, 1–1) Rapport                                                              | (0–2, 1–1, 1–1) Rapport | (0–2, 1–1, 1–1) Rapport | Luleå Publik: 5 774 Domare: Huvuddomare Mikael Sjöqvist Mikael Nord Linjedomare Jimmy Dahmén Johannes Käck | Luleå Publik: 5 774 Domare: Huvuddomare Mikael Sjöqvist Mikael Nord Linjedomare Jimmy Dahmén Johannes Käck |
| Emil Larsson (28:15) Robin Kovacs (49:27) | Mål          | (03:48) Juuso Ikonen (04:09) Ryan Gunderson (21:24) Juuso Ikonen (59:15) Linus Ölund |                         |                         | Luleå Publik: 5 774 Domare: Huvuddomare Mikael Sjöqvist Mikael Nord Linjedomare Jimmy Dahmén Johannes Käck | Luleå Publik: 5 774 Domare: Huvuddomare Mikael Sjöqvist Mikael Nord Linjedomare Jimmy Dahmén Johannes Käck |
|                                           |              |                                                                                      |                         |                         | Luleå Publik: 5 774 Domare: Huvuddomare Mikael Sjöqvist Mikael Nord Linjedomare Jimmy Dahmén Johannes Käck | Luleå Publik: 5 774 Domare: Huvuddomare Mikael Sjöqvist Mikael Nord Linjedomare Jimmy Dahmén Johannes Käck |
|                                           |              |                                                                                      |                         |                         | Luleå Publik: 5 774 Domare: Huvuddomare Mikael Sjöqvist Mikael Nord Linjedomare Jimmy Dahmén Johannes Käck | Luleå Publik: 5 774 Domare: Huvuddomare Mikael Sjöqvist Mikael Nord Linjedomare Jimmy Dahmén Johannes Käck |
|                                           |              |                                                                                      |                         |                         | Luleå Publik: 5 774 Domare: Huvuddomare Mikael Sjöqvist Mikael Nord Linjedomare Jimmy Dahmén Johannes Käck | Luleå Publik: 5 774 Domare: Huvuddomare Mikael Sjöqvist Mikael Nord Linjedomare Jimmy Dahmén Johannes Käck |
|                                           |              |                                                                                      |                         |                         | Luleå Publik: 5 774 Domare: Huvuddomare Mikael Sjöqvist Mikael Nord Linjedomare Jimmy Dahmén Johannes Käck | Luleå Publik: 5 774 Domare: Huvuddomare Mikael Sjöqvist Mikael Nord Linjedomare Jimmy Dahmén Johannes Käck |

#### HV71–Linköping HC
| 1.3                    | 12 mars 2018 | HV71                                                        | 1 – 3                   | Linköping HC            | Kinnarps Arena | |
|                        |              | (1–2, 0–0, 0–1) Rapport                                     | (1–2, 0–0, 0–1) Rapport | (1–2, 0–0, 0–1) Rapport | Jönköping Publik: 6 280 Domare: Huvuddomare Linus Öhlund Mikael Sjöqvist Linjedomare Alexander Waldejer Ludvig Lundgren | Jönköping Publik: 6 280 Domare: Huvuddomare Linus Öhlund Mikael Sjöqvist Linjedomare Alexander Waldejer Ludvig Lundgren |
| Pierre Engvall (08:25) | Mål          | (03:13) Jakob Lilja (05:54) Andrew Gordon (53:43) Derek Roy |                         |                         | Jönköping Publik: 6 280 Domare: Huvuddomare Linus Öhlund Mikael Sjöqvist Linjedomare Alexander Waldejer Ludvig Lundgren | Jönköping Publik: 6 280 Domare: Huvuddomare Linus Öhlund Mikael Sjöqvist Linjedomare Alexander Waldejer Ludvig Lundgren |
|                        |              |                                                             |                         |                         | Jönköping Publik: 6 280 Domare: Huvuddomare Linus Öhlund Mikael Sjöqvist Linjedomare Alexander Waldejer Ludvig Lundgren | Jönköping Publik: 6 280 Domare: Huvuddomare Linus Öhlund Mikael Sjöqvist Linjedomare Alexander Waldejer Ludvig Lundgren |
|                        |              |                                                             |                         |                         | Jönköping Publik: 6 280 Domare: Huvuddomare Linus Öhlund Mikael Sjöqvist Linjedomare Alexander Waldejer Ludvig Lundgren | Jönköping Publik: 6 280 Domare: Huvuddomare Linus Öhlund Mikael Sjöqvist Linjedomare Alexander Waldejer Ludvig Lundgren |
|                        |              |                                                             |                         |                         | Jönköping Publik: 6 280 Domare: Huvuddomare Linus Öhlund Mikael Sjöqvist Linjedomare Alexander Waldejer Ludvig Lundgren | Jönköping Publik: 6 280 Domare: Huvuddomare Linus Öhlund Mikael Sjöqvist Linjedomare Alexander Waldejer Ludvig Lundgren |
|                        |              |                                                             |                         |                         | Jönköping Publik: 6 280 Domare: Huvuddomare Linus Öhlund Mikael Sjöqvist Linjedomare Alexander Waldejer Ludvig Lundgren | Jönköping Publik: 6 280 Domare: Huvuddomare Linus Öhlund Mikael Sjöqvist Linjedomare Alexander Waldejer Ludvig Lundgren |

| 2.3                                                                     | 14 mars 2018 | Linköping HC                         | 3 – 2                   | HV71                    | Saab Arena | |
|                                                                         |              | (1–0, 2–1, 0–1) Rapport              | (1–0, 2–1, 0–1) Rapport | (1–0, 2–1, 0–1) Rapport | Linköping Publik: 6 709 Domare: Huvuddomare Mikael Holm Patrik Sjöberg Linjedomare Anders Nyqvist Andreas Malmqvist | Linköping Publik: 6 709 Domare: Huvuddomare Mikael Holm Patrik Sjöberg Linjedomare Anders Nyqvist Andreas Malmqvist |
| Mathis Olimb (16:01) Chad Billins (24:44) (PP2) Kristian Näkyvä (35:42) | Mål          | (31:12) Bill Sweatt (59:37) Max Wärn |                         |                         | Linköping Publik: 6 709 Domare: Huvuddomare Mikael Holm Patrik Sjöberg Linjedomare Anders Nyqvist Andreas Malmqvist | Linköping Publik: 6 709 Domare: Huvuddomare Mikael Holm Patrik Sjöberg Linjedomare Anders Nyqvist Andreas Malmqvist |
|                                                                         |              |                                      |                         |                         | Linköping Publik: 6 709 Domare: Huvuddomare Mikael Holm Patrik Sjöberg Linjedomare Anders Nyqvist Andreas Malmqvist | Linköping Publik: 6 709 Domare: Huvuddomare Mikael Holm Patrik Sjöberg Linjedomare Anders Nyqvist Andreas Malmqvist |
|                                                                         |              |                                      |                         |                         | Linköping Publik: 6 709 Domare: Huvuddomare Mikael Holm Patrik Sjöberg Linjedomare Anders Nyqvist Andreas Malmqvist | Linköping Publik: 6 709 Domare: Huvuddomare Mikael Holm Patrik Sjöberg Linjedomare Anders Nyqvist Andreas Malmqvist |
|                                                                         |              |                                      |                         |                         | Linköping Publik: 6 709 Domare: Huvuddomare Mikael Holm Patrik Sjöberg Linjedomare Anders Nyqvist Andreas Malmqvist | Linköping Publik: 6 709 Domare: Huvuddomare Mikael Holm Patrik Sjöberg Linjedomare Anders Nyqvist Andreas Malmqvist |
|                                                                         |              |                                      |                         |                         | Linköping Publik: 6 709 Domare: Huvuddomare Mikael Holm Patrik Sjöberg Linjedomare Anders Nyqvist Andreas Malmqvist | Linköping Publik: 6 709 Domare: Huvuddomare Mikael Holm Patrik Sjöberg Linjedomare Anders Nyqvist Andreas Malmqvist |

### Kvartsfinaler

#### Växjö Lakers HC–Brynäs IF
| 1.7                                                                                             | 18 mars 2018 | Växjö Lakers            | 4 – 1                   | Brynäs IF               | Vida Arena | |
|                                                                                                 |              | (1–0, 1–1, 2–0) Rapport | (1–0, 1–1, 2–0) Rapport | (1–0, 1–1, 2–0) Rapport | Växjö Publik: 5 485 Domare: Huvuddomare Morgan Johansson Sören Persson Linjedomare Anders Nyqvist Ludvig Lundgren | Växjö Publik: 5 485 Domare: Huvuddomare Morgan Johansson Sören Persson Linjedomare Anders Nyqvist Ludvig Lundgren |
| Eric Martinsson (11:09) Robert Rosén (32:22) (PP1) Oliver Bohm (47:16) Tuomas Kiiskinen (59:20) | Mål          | (34:11) Jacob Blomqvist |                         |                         | Växjö Publik: 5 485 Domare: Huvuddomare Morgan Johansson Sören Persson Linjedomare Anders Nyqvist Ludvig Lundgren | Växjö Publik: 5 485 Domare: Huvuddomare Morgan Johansson Sören Persson Linjedomare Anders Nyqvist Ludvig Lundgren |
|                                                                                                 |              |                         |                         |                         | Växjö Publik: 5 485 Domare: Huvuddomare Morgan Johansson Sören Persson Linjedomare Anders Nyqvist Ludvig Lundgren | Växjö Publik: 5 485 Domare: Huvuddomare Morgan Johansson Sören Persson Linjedomare Anders Nyqvist Ludvig Lundgren |
|                                                                                                 |              |                         |                         |                         | Växjö Publik: 5 485 Domare: Huvuddomare Morgan Johansson Sören Persson Linjedomare Anders Nyqvist Ludvig Lundgren | Växjö Publik: 5 485 Domare: Huvuddomare Morgan Johansson Sören Persson Linjedomare Anders Nyqvist Ludvig Lundgren |
|                                                                                                 |              |                         |                         |                         | Växjö Publik: 5 485 Domare: Huvuddomare Morgan Johansson Sören Persson Linjedomare Anders Nyqvist Ludvig Lundgren | Växjö Publik: 5 485 Domare: Huvuddomare Morgan Johansson Sören Persson Linjedomare Anders Nyqvist Ludvig Lundgren |
|                                                                                                 |              |                         |                         |                         | Växjö Publik: 5 485 Domare: Huvuddomare Morgan Johansson Sören Persson Linjedomare Anders Nyqvist Ludvig Lundgren | Växjö Publik: 5 485 Domare: Huvuddomare Morgan Johansson Sören Persson Linjedomare Anders Nyqvist Ludvig Lundgren |

| 2.7 | 20 mars 2018 | Brynäs IF                                                                       | 4 – 3                   | Växjö Lakers            | Gavlerinken Arena                                                                                              | |
| |              | (1–1, 3–1, 0–1) Rapport                                                         | (1–1, 3–1, 0–1) Rapport | (1–1, 3–1, 0–1) Rapport | Gävle Publik: 5 549 Domare: Huvuddomare Daniel Winge Mikael Sjöqvist Linjedomare Daniel Persson Emil Wernström | Gävle Publik: 5 549 Domare: Huvuddomare Daniel Winge Mikael Sjöqvist Linjedomare Daniel Persson Emil Wernström |
| Linus Ölund (17:59) (PP1) Kevin Clark (25:19) (PP1) Aaron Palushaj (26:46) (PP1) Simon Bertilsson (38:07) (PP1) | Mål          | (14:29) (PP1) Tuomas Kiiskinen (33:03) (PP1) Janne Pesonen (52:04) Andrew Calof |                         |                         | Gävle Publik: 5 549 Domare: Huvuddomare Daniel Winge Mikael Sjöqvist Linjedomare Daniel Persson Emil Wernström | Gävle Publik: 5 549 Domare: Huvuddomare Daniel Winge Mikael Sjöqvist Linjedomare Daniel Persson Emil Wernström |
| |              |                                                                                 |                         |                         | Gävle Publik: 5 549 Domare: Huvuddomare Daniel Winge Mikael Sjöqvist Linjedomare Daniel Persson Emil Wernström | Gävle Publik: 5 549 Domare: Huvuddomare Daniel Winge Mikael Sjöqvist Linjedomare Daniel Persson Emil Wernström |
| |              |                                                                                 |                         |                         | Gävle Publik: 5 549 Domare: Huvuddomare Daniel Winge Mikael Sjöqvist Linjedomare Daniel Persson Emil Wernström | Gävle Publik: 5 549 Domare: Huvuddomare Daniel Winge Mikael Sjöqvist Linjedomare Daniel Persson Emil Wernström |
| |              |                                                                                 |                         |                         | Gävle Publik: 5 549 Domare: Huvuddomare Daniel Winge Mikael Sjöqvist Linjedomare Daniel Persson Emil Wernström | Gävle Publik: 5 549 Domare: Huvuddomare Daniel Winge Mikael Sjöqvist Linjedomare Daniel Persson Emil Wernström |
| |              |                                                                                 |                         |                         | Gävle Publik: 5 549 Domare: Huvuddomare Daniel Winge Mikael Sjöqvist Linjedomare Daniel Persson Emil Wernström | Gävle Publik: 5 549 Domare: Huvuddomare Daniel Winge Mikael Sjöqvist Linjedomare Daniel Persson Emil Wernström |

| 3.7 | 22 mars 2018 | Växjö Lakers            | 4 – 0                   | Brynäs IF               | Vida Arena | |
| |              | (0–0, 3–0, 1–0) Rapport | (0–0, 3–0, 1–0) Rapport | (0–0, 3–0, 1–0) Rapport | Växjö Publik: 5 394 Domare: Huvuddomare Sören Persson Patric Bjälkander Linjedomare Alexander Waldejer Henrik Pihlblad | Växjö Publik: 5 394 Domare: Huvuddomare Sören Persson Patric Bjälkander Linjedomare Alexander Waldejer Henrik Pihlblad |
| Eric Martinsson (27:40) (PP1) Dennis Rasmussen (28:15) Robert Rosén (36:57) (PP1) Linus Fröberg (56:04) (SH1) | Mål          |                         |                         |                         | Växjö Publik: 5 394 Domare: Huvuddomare Sören Persson Patric Bjälkander Linjedomare Alexander Waldejer Henrik Pihlblad | Växjö Publik: 5 394 Domare: Huvuddomare Sören Persson Patric Bjälkander Linjedomare Alexander Waldejer Henrik Pihlblad |
| |              |                         |                         |                         | Växjö Publik: 5 394 Domare: Huvuddomare Sören Persson Patric Bjälkander Linjedomare Alexander Waldejer Henrik Pihlblad | Växjö Publik: 5 394 Domare: Huvuddomare Sören Persson Patric Bjälkander Linjedomare Alexander Waldejer Henrik Pihlblad |
| |              |                         |                         |                         | Växjö Publik: 5 394 Domare: Huvuddomare Sören Persson Patric Bjälkander Linjedomare Alexander Waldejer Henrik Pihlblad | Växjö Publik: 5 394 Domare: Huvuddomare Sören Persson Patric Bjälkander Linjedomare Alexander Waldejer Henrik Pihlblad |
| |              |                         |                         |                         | Växjö Publik: 5 394 Domare: Huvuddomare Sören Persson Patric Bjälkander Linjedomare Alexander Waldejer Henrik Pihlblad | Växjö Publik: 5 394 Domare: Huvuddomare Sören Persson Patric Bjälkander Linjedomare Alexander Waldejer Henrik Pihlblad |
| |              |                         |                         |                         | Växjö Publik: 5 394 Domare: Huvuddomare Sören Persson Patric Bjälkander Linjedomare Alexander Waldejer Henrik Pihlblad | Växjö Publik: 5 394 Domare: Huvuddomare Sören Persson Patric Bjälkander Linjedomare Alexander Waldejer Henrik Pihlblad |

| 4.7                                                                   | 24 mars 2018 | Brynäs IF | 3 – 5                   | Växjö Lakers            | Gavlerinken Arena                                                                                                  | |
|                                                                       |              | (1–0, 1–2, 1–3) Rapport                                                                                                | (1–0, 1–2, 1–3) Rapport | (1–0, 1–2, 1–3) Rapport | Gävle Publik: 7 361 Domare: Huvuddomare Andreas Harnebring Mikael Sjöqvist Linjedomare Daniel Persson Jimmy Dahmén | Gävle Publik: 7 361 Domare: Huvuddomare Andreas Harnebring Mikael Sjöqvist Linjedomare Daniel Persson Jimmy Dahmén |
| Johan Alcén (09:18) Kevin Clark (29:09) (PP1) Jacob Blomqvist (40:42) | Mål          | (22:49) Linus Fröberg (29:22) Tuomas Kiiskinen (45:49) Brendan Shinnimin (47:46) Robert Rosén (50:31) Elias Pettersson |                         |                         | Gävle Publik: 7 361 Domare: Huvuddomare Andreas Harnebring Mikael Sjöqvist Linjedomare Daniel Persson Jimmy Dahmén | Gävle Publik: 7 361 Domare: Huvuddomare Andreas Harnebring Mikael Sjöqvist Linjedomare Daniel Persson Jimmy Dahmén |
|                                                                       |              | |                         |                         | Gävle Publik: 7 361 Domare: Huvuddomare Andreas Harnebring Mikael Sjöqvist Linjedomare Daniel Persson Jimmy Dahmén | Gävle Publik: 7 361 Domare: Huvuddomare Andreas Harnebring Mikael Sjöqvist Linjedomare Daniel Persson Jimmy Dahmén |
|                                                                       |              | |                         |                         | Gävle Publik: 7 361 Domare: Huvuddomare Andreas Harnebring Mikael Sjöqvist Linjedomare Daniel Persson Jimmy Dahmén | Gävle Publik: 7 361 Domare: Huvuddomare Andreas Harnebring Mikael Sjöqvist Linjedomare Daniel Persson Jimmy Dahmén |
|                                                                       |              | |                         |                         | Gävle Publik: 7 361 Domare: Huvuddomare Andreas Harnebring Mikael Sjöqvist Linjedomare Daniel Persson Jimmy Dahmén | Gävle Publik: 7 361 Domare: Huvuddomare Andreas Harnebring Mikael Sjöqvist Linjedomare Daniel Persson Jimmy Dahmén |
|                                                                       |              | |                         |                         | Gävle Publik: 7 361 Domare: Huvuddomare Andreas Harnebring Mikael Sjöqvist Linjedomare Daniel Persson Jimmy Dahmén | Gävle Publik: 7 361 Domare: Huvuddomare Andreas Harnebring Mikael Sjöqvist Linjedomare Daniel Persson Jimmy Dahmén |

| 5.7                                                          | 26 mars 2018 | Växjö Lakers            | 3 – 0                   | Brynäs IF               | Vida Arena | |
|                                                              |              | (2–0, 0–0, 1–0) Rapport | (2–0, 0–0, 1–0) Rapport | (2–0, 0–0, 1–0) Rapport | Växjö Publik: 5 304 Domare: Huvuddomare Marcus Linde Morgan Johansson Linjedomare Anders Nyqvist Ludvig Lundgren | Växjö Publik: 5 304 Domare: Huvuddomare Marcus Linde Morgan Johansson Linjedomare Anders Nyqvist Ludvig Lundgren |
| Andy Miele (02:02) Janne Pesonen (03:44) Liam Reddox (50:29) | Mål          |                         |                         |                         | Växjö Publik: 5 304 Domare: Huvuddomare Marcus Linde Morgan Johansson Linjedomare Anders Nyqvist Ludvig Lundgren | Växjö Publik: 5 304 Domare: Huvuddomare Marcus Linde Morgan Johansson Linjedomare Anders Nyqvist Ludvig Lundgren |
|                                                              |              |                         |                         |                         | Växjö Publik: 5 304 Domare: Huvuddomare Marcus Linde Morgan Johansson Linjedomare Anders Nyqvist Ludvig Lundgren | Växjö Publik: 5 304 Domare: Huvuddomare Marcus Linde Morgan Johansson Linjedomare Anders Nyqvist Ludvig Lundgren |
|                                                              |              |                         |                         |                         | Växjö Publik: 5 304 Domare: Huvuddomare Marcus Linde Morgan Johansson Linjedomare Anders Nyqvist Ludvig Lundgren | Växjö Publik: 5 304 Domare: Huvuddomare Marcus Linde Morgan Johansson Linjedomare Anders Nyqvist Ludvig Lundgren |
|                                                              |              |                         |                         |                         | Växjö Publik: 5 304 Domare: Huvuddomare Marcus Linde Morgan Johansson Linjedomare Anders Nyqvist Ludvig Lundgren | Växjö Publik: 5 304 Domare: Huvuddomare Marcus Linde Morgan Johansson Linjedomare Anders Nyqvist Ludvig Lundgren |
|                                                              |              |                         |                         |                         | Växjö Publik: 5 304 Domare: Huvuddomare Marcus Linde Morgan Johansson Linjedomare Anders Nyqvist Ludvig Lundgren | Växjö Publik: 5 304 Domare: Huvuddomare Marcus Linde Morgan Johansson Linjedomare Anders Nyqvist Ludvig Lundgren |

#### Frölunda HC–Malmö Redhawks
| 1.7                     | 19 mars 2018 | Frölunda HC                                 | 1 – 2                   | Malmö Redhawks          | Scandinavium | |
|                         |              | (0–0, 1–2, 0–0) Rapport                     | (0–0, 1–2, 0–0) Rapport | (0–0, 1–2, 0–0) Rapport | Göteborg Publik: 9 647 Domare: Huvuddomare Linus Öhlund Patrik Sjöberg Linjedomare Alexander Waldejer Henrik Pihlblad | Göteborg Publik: 9 647 Domare: Huvuddomare Linus Öhlund Patrik Sjöberg Linjedomare Alexander Waldejer Henrik Pihlblad |
| Victor Olofsson (34:25) | Mål          | (32:50) Lars Bryggman (34:02) Robin Alvarez |                         |                         | Göteborg Publik: 9 647 Domare: Huvuddomare Linus Öhlund Patrik Sjöberg Linjedomare Alexander Waldejer Henrik Pihlblad | Göteborg Publik: 9 647 Domare: Huvuddomare Linus Öhlund Patrik Sjöberg Linjedomare Alexander Waldejer Henrik Pihlblad |
|                         |              |                                             |                         |                         | Göteborg Publik: 9 647 Domare: Huvuddomare Linus Öhlund Patrik Sjöberg Linjedomare Alexander Waldejer Henrik Pihlblad | Göteborg Publik: 9 647 Domare: Huvuddomare Linus Öhlund Patrik Sjöberg Linjedomare Alexander Waldejer Henrik Pihlblad |
|                         |              |                                             |                         |                         | Göteborg Publik: 9 647 Domare: Huvuddomare Linus Öhlund Patrik Sjöberg Linjedomare Alexander Waldejer Henrik Pihlblad | Göteborg Publik: 9 647 Domare: Huvuddomare Linus Öhlund Patrik Sjöberg Linjedomare Alexander Waldejer Henrik Pihlblad |
|                         |              |                                             |                         |                         | Göteborg Publik: 9 647 Domare: Huvuddomare Linus Öhlund Patrik Sjöberg Linjedomare Alexander Waldejer Henrik Pihlblad | Göteborg Publik: 9 647 Domare: Huvuddomare Linus Öhlund Patrik Sjöberg Linjedomare Alexander Waldejer Henrik Pihlblad |
|                         |              |                                             |                         |                         | Göteborg Publik: 9 647 Domare: Huvuddomare Linus Öhlund Patrik Sjöberg Linjedomare Alexander Waldejer Henrik Pihlblad | Göteborg Publik: 9 647 Domare: Huvuddomare Linus Öhlund Patrik Sjöberg Linjedomare Alexander Waldejer Henrik Pihlblad |

| 2.7                                                                                      | 21 mars 2018 | Malmö Redhawks | 4 – 5                   | Frölunda HC             | Malmö Arena                                                                                                 | |
|                                                                                          |              | (2–1, 0–1, 2–3) Rapport                                                                                               | (2–1, 0–1, 2–3) Rapport | (2–1, 0–1, 2–3) Rapport | Malmö Publik: 8 130 Domare: Huvuddomare Pehr Claesson Sören Persson Linjedomare Ludvig Lundgren Örjan Åhlén | Malmö Publik: 8 130 Domare: Huvuddomare Pehr Claesson Sören Persson Linjedomare Ludvig Lundgren Örjan Åhlén |
| Erik Forssell (14:20) Lukas Haudum (18:13) Robin Alvarez (45:24) Rhett Rakhshani (51:07) | Mål          | (10:28) Joel Lundqvist (25:31) Adam Almqvist (51:52) Sebastian Stålberg (53:09) Carl Grundström (57:46) Rasmus Dahlin |                         |                         | Malmö Publik: 8 130 Domare: Huvuddomare Pehr Claesson Sören Persson Linjedomare Ludvig Lundgren Örjan Åhlén | Malmö Publik: 8 130 Domare: Huvuddomare Pehr Claesson Sören Persson Linjedomare Ludvig Lundgren Örjan Åhlén |
|                                                                                          |              | |                         |                         | Malmö Publik: 8 130 Domare: Huvuddomare Pehr Claesson Sören Persson Linjedomare Ludvig Lundgren Örjan Åhlén | Malmö Publik: 8 130 Domare: Huvuddomare Pehr Claesson Sören Persson Linjedomare Ludvig Lundgren Örjan Åhlén |
|                                                                                          |              | |                         |                         | Malmö Publik: 8 130 Domare: Huvuddomare Pehr Claesson Sören Persson Linjedomare Ludvig Lundgren Örjan Åhlén | Malmö Publik: 8 130 Domare: Huvuddomare Pehr Claesson Sören Persson Linjedomare Ludvig Lundgren Örjan Åhlén |
|                                                                                          |              | |                         |                         | Malmö Publik: 8 130 Domare: Huvuddomare Pehr Claesson Sören Persson Linjedomare Ludvig Lundgren Örjan Åhlén | Malmö Publik: 8 130 Domare: Huvuddomare Pehr Claesson Sören Persson Linjedomare Ludvig Lundgren Örjan Åhlén |
|                                                                                          |              | |                         |                         | Malmö Publik: 8 130 Domare: Huvuddomare Pehr Claesson Sören Persson Linjedomare Ludvig Lundgren Örjan Åhlén | Malmö Publik: 8 130 Domare: Huvuddomare Pehr Claesson Sören Persson Linjedomare Ludvig Lundgren Örjan Åhlén |

| 3.7                                               | 23 mars 2018 | Frölunda HC                  | 2 – 1                   | Malmö Redhawks          | Scandinavium | |
|                                                   |              | (0–1, 0–0, 2–0) Rapport      | (0–1, 0–0, 2–0) Rapport | (0–1, 0–0, 2–0) Rapport | Göteborg Publik: 12 044 Domare: Huvuddomare Mikael Holm Patrik Sjöberg Linjedomare Alexander Waldejer Henrik Pihlblad | Göteborg Publik: 12 044 Domare: Huvuddomare Mikael Holm Patrik Sjöberg Linjedomare Alexander Waldejer Henrik Pihlblad |
| Carl Grundström (41:11) (PP1) Max Friberg (53:51) | Mål          | (19:42) (PP1) Johan Olofsson |                         |                         | Göteborg Publik: 12 044 Domare: Huvuddomare Mikael Holm Patrik Sjöberg Linjedomare Alexander Waldejer Henrik Pihlblad | Göteborg Publik: 12 044 Domare: Huvuddomare Mikael Holm Patrik Sjöberg Linjedomare Alexander Waldejer Henrik Pihlblad |
|                                                   |              |                              |                         |                         | Göteborg Publik: 12 044 Domare: Huvuddomare Mikael Holm Patrik Sjöberg Linjedomare Alexander Waldejer Henrik Pihlblad | Göteborg Publik: 12 044 Domare: Huvuddomare Mikael Holm Patrik Sjöberg Linjedomare Alexander Waldejer Henrik Pihlblad |
|                                                   |              |                              |                         |                         | Göteborg Publik: 12 044 Domare: Huvuddomare Mikael Holm Patrik Sjöberg Linjedomare Alexander Waldejer Henrik Pihlblad | Göteborg Publik: 12 044 Domare: Huvuddomare Mikael Holm Patrik Sjöberg Linjedomare Alexander Waldejer Henrik Pihlblad |
|                                                   |              |                              |                         |                         | Göteborg Publik: 12 044 Domare: Huvuddomare Mikael Holm Patrik Sjöberg Linjedomare Alexander Waldejer Henrik Pihlblad | Göteborg Publik: 12 044 Domare: Huvuddomare Mikael Holm Patrik Sjöberg Linjedomare Alexander Waldejer Henrik Pihlblad |
|                                                   |              |                              |                         |                         | Göteborg Publik: 12 044 Domare: Huvuddomare Mikael Holm Patrik Sjöberg Linjedomare Alexander Waldejer Henrik Pihlblad | Göteborg Publik: 12 044 Domare: Huvuddomare Mikael Holm Patrik Sjöberg Linjedomare Alexander Waldejer Henrik Pihlblad |

| 4.7                                                                           | 25 mars 2018 | Malmö Redhawks                | 3 – 1                   | Frölunda HC             | Malmö Arena | |
|                                                                               |              | (2–0, 0–1, 1–0) Rapport       | (2–0, 0–1, 1–0) Rapport | (2–0, 0–1, 1–0) Rapport | Malmö Publik: 9 515 Domare: Huvuddomare Morgan Johansson Sören Persson Linjedomare Anders Nyqvist Ludvig Lundgren | Malmö Publik: 9 515 Domare: Huvuddomare Morgan Johansson Sören Persson Linjedomare Anders Nyqvist Ludvig Lundgren |
| Frederik Storm (00:37) (PP1) Nils Andersson (06:22) (PP1) Kim Rosdahl (59:36) | Mål          | (76:51) (PP1) Victor Olofsson |                         |                         | Malmö Publik: 9 515 Domare: Huvuddomare Morgan Johansson Sören Persson Linjedomare Anders Nyqvist Ludvig Lundgren | Malmö Publik: 9 515 Domare: Huvuddomare Morgan Johansson Sören Persson Linjedomare Anders Nyqvist Ludvig Lundgren |
|                                                                               |              |                               |                         |                         | Malmö Publik: 9 515 Domare: Huvuddomare Morgan Johansson Sören Persson Linjedomare Anders Nyqvist Ludvig Lundgren | Malmö Publik: 9 515 Domare: Huvuddomare Morgan Johansson Sören Persson Linjedomare Anders Nyqvist Ludvig Lundgren |
|                                                                               |              |                               |                         |                         | Malmö Publik: 9 515 Domare: Huvuddomare Morgan Johansson Sören Persson Linjedomare Anders Nyqvist Ludvig Lundgren | Malmö Publik: 9 515 Domare: Huvuddomare Morgan Johansson Sören Persson Linjedomare Anders Nyqvist Ludvig Lundgren |
|                                                                               |              |                               |                         |                         | Malmö Publik: 9 515 Domare: Huvuddomare Morgan Johansson Sören Persson Linjedomare Anders Nyqvist Ludvig Lundgren | Malmö Publik: 9 515 Domare: Huvuddomare Morgan Johansson Sören Persson Linjedomare Anders Nyqvist Ludvig Lundgren |
|                                                                               |              |                               |                         |                         | Malmö Publik: 9 515 Domare: Huvuddomare Morgan Johansson Sören Persson Linjedomare Anders Nyqvist Ludvig Lundgren | Malmö Publik: 9 515 Domare: Huvuddomare Morgan Johansson Sören Persson Linjedomare Anders Nyqvist Ludvig Lundgren |

| 5.7 | 27 mars 2018 | Frölunda HC                                                                                           | 0 – 4                   | Malmö Redhawks          | Scandinavium | |
|     |              | (0–2, 0–0, 0–2) Rapport                                                                               | (0–2, 0–0, 0–2) Rapport | (0–2, 0–0, 0–2) Rapport | Göteborg Publik: 10 454 Domare: Huvuddomare Linus Öhlund Mikael Nord Linjedomare Alexander Waldejer Henrik Pihlblad | Göteborg Publik: 10 454 Domare: Huvuddomare Linus Öhlund Mikael Nord Linjedomare Alexander Waldejer Henrik Pihlblad |
|     | Mål          | (18:43) (PP1) Lukas Haudum (19:36) Frederik Storm (58:42) Axel Wemmenborn (59:44) (SH1) Erik Forssell |                         |                         | Göteborg Publik: 10 454 Domare: Huvuddomare Linus Öhlund Mikael Nord Linjedomare Alexander Waldejer Henrik Pihlblad | Göteborg Publik: 10 454 Domare: Huvuddomare Linus Öhlund Mikael Nord Linjedomare Alexander Waldejer Henrik Pihlblad |
|     |              | |                         |                         | Göteborg Publik: 10 454 Domare: Huvuddomare Linus Öhlund Mikael Nord Linjedomare Alexander Waldejer Henrik Pihlblad | Göteborg Publik: 10 454 Domare: Huvuddomare Linus Öhlund Mikael Nord Linjedomare Alexander Waldejer Henrik Pihlblad |
|     |              | |                         |                         | Göteborg Publik: 10 454 Domare: Huvuddomare Linus Öhlund Mikael Nord Linjedomare Alexander Waldejer Henrik Pihlblad | Göteborg Publik: 10 454 Domare: Huvuddomare Linus Öhlund Mikael Nord Linjedomare Alexander Waldejer Henrik Pihlblad |
|     |              | |                         |                         | Göteborg Publik: 10 454 Domare: Huvuddomare Linus Öhlund Mikael Nord Linjedomare Alexander Waldejer Henrik Pihlblad | Göteborg Publik: 10 454 Domare: Huvuddomare Linus Öhlund Mikael Nord Linjedomare Alexander Waldejer Henrik Pihlblad |
|     |              | |                         |                         | Göteborg Publik: 10 454 Domare: Huvuddomare Linus Öhlund Mikael Nord Linjedomare Alexander Waldejer Henrik Pihlblad | Göteborg Publik: 10 454 Domare: Huvuddomare Linus Öhlund Mikael Nord Linjedomare Alexander Waldejer Henrik Pihlblad |

| 6.7 | 29 mars 2018 | Malmö Redhawks                              | 4 – 2                   | Frölunda HC             | Malmö Arena | |
| |              | (2–0, 1–1, 1–1) Rapport                     | (2–0, 1–1, 1–1) Rapport | (2–0, 1–1, 1–1) Rapport | Malmö Publik: 12 150 Domare: Huvuddomare Mikael Holm Sören Persson Linjedomare Henrik Pihlblad Ludvig Lundgren | Malmö Publik: 12 150 Domare: Huvuddomare Mikael Holm Sören Persson Linjedomare Henrik Pihlblad Ludvig Lundgren |
| Erik Forssell (04:51) (PP2) Frederik Storm (05:29) (PP1) Axel Wemmenborn (21:10) (SH1) Johan Olofsson (46:50) | Mål          | (38:38) Victor Olofsson (51:52) Max Friberg |                         |                         | Malmö Publik: 12 150 Domare: Huvuddomare Mikael Holm Sören Persson Linjedomare Henrik Pihlblad Ludvig Lundgren | Malmö Publik: 12 150 Domare: Huvuddomare Mikael Holm Sören Persson Linjedomare Henrik Pihlblad Ludvig Lundgren |
| |              |                                             |                         |                         | Malmö Publik: 12 150 Domare: Huvuddomare Mikael Holm Sören Persson Linjedomare Henrik Pihlblad Ludvig Lundgren | Malmö Publik: 12 150 Domare: Huvuddomare Mikael Holm Sören Persson Linjedomare Henrik Pihlblad Ludvig Lundgren |
| |              |                                             |                         |                         | Malmö Publik: 12 150 Domare: Huvuddomare Mikael Holm Sören Persson Linjedomare Henrik Pihlblad Ludvig Lundgren | Malmö Publik: 12 150 Domare: Huvuddomare Mikael Holm Sören Persson Linjedomare Henrik Pihlblad Ludvig Lundgren |
| |              |                                             |                         |                         | Malmö Publik: 12 150 Domare: Huvuddomare Mikael Holm Sören Persson Linjedomare Henrik Pihlblad Ludvig Lundgren | Malmö Publik: 12 150 Domare: Huvuddomare Mikael Holm Sören Persson Linjedomare Henrik Pihlblad Ludvig Lundgren |
| |              |                                             |                         |                         | Malmö Publik: 12 150 Domare: Huvuddomare Mikael Holm Sören Persson Linjedomare Henrik Pihlblad Ludvig Lundgren | Malmö Publik: 12 150 Domare: Huvuddomare Mikael Holm Sören Persson Linjedomare Henrik Pihlblad Ludvig Lundgren |

#### Färjestad BK–Skellefteå AIK
| 1.7                       | 19 mars 2018 | Färjestad BK                                                          | 1 – 3                   | Skellefteå AIK          | Löfbergs Arena                                                                                              | |
|                           |              | (0–2, 1–1, 0–0) Rapport                                               | (0–2, 1–1, 0–0) Rapport | (0–2, 1–1, 0–0) Rapport | Karlstad Publik: 6 067 Domare: Huvuddomare Marcus Linde Mikael Nord Linjedomare Gustav Jonsson Jimmy Dahmén | Karlstad Publik: 6 067 Domare: Huvuddomare Marcus Linde Mikael Nord Linjedomare Gustav Jonsson Jimmy Dahmén |
| Fabian Zetterlund (33:01) | Mål          | (00:45) Joakim Lindström (08:32) Oscar Möller (33:58) Jesper Olofsson |                         |                         | Karlstad Publik: 6 067 Domare: Huvuddomare Marcus Linde Mikael Nord Linjedomare Gustav Jonsson Jimmy Dahmén | Karlstad Publik: 6 067 Domare: Huvuddomare Marcus Linde Mikael Nord Linjedomare Gustav Jonsson Jimmy Dahmén |
|                           |              |                                                                       |                         |                         | Karlstad Publik: 6 067 Domare: Huvuddomare Marcus Linde Mikael Nord Linjedomare Gustav Jonsson Jimmy Dahmén | Karlstad Publik: 6 067 Domare: Huvuddomare Marcus Linde Mikael Nord Linjedomare Gustav Jonsson Jimmy Dahmén |
|                           |              |                                                                       |                         |                         | Karlstad Publik: 6 067 Domare: Huvuddomare Marcus Linde Mikael Nord Linjedomare Gustav Jonsson Jimmy Dahmén | Karlstad Publik: 6 067 Domare: Huvuddomare Marcus Linde Mikael Nord Linjedomare Gustav Jonsson Jimmy Dahmén |
|                           |              |                                                                       |                         |                         | Karlstad Publik: 6 067 Domare: Huvuddomare Marcus Linde Mikael Nord Linjedomare Gustav Jonsson Jimmy Dahmén | Karlstad Publik: 6 067 Domare: Huvuddomare Marcus Linde Mikael Nord Linjedomare Gustav Jonsson Jimmy Dahmén |
|                           |              |                                                                       |                         |                         | Karlstad Publik: 6 067 Domare: Huvuddomare Marcus Linde Mikael Nord Linjedomare Gustav Jonsson Jimmy Dahmén | Karlstad Publik: 6 067 Domare: Huvuddomare Marcus Linde Mikael Nord Linjedomare Gustav Jonsson Jimmy Dahmén |

| 2.7 | 21 mars 2018 | Skellefteå AIK          | 5 – 0                   | Färjestad BK            | Skellefteå Kraft Arena                                                                                         | |
| |              | (2–0, 2–0, 1–0) Rapport | (2–0, 2–0, 1–0) Rapport | (2–0, 2–0, 1–0) Rapport | Skellefteå Publik: 4 940 Domare: Huvuddomare Tobias Björk Mikael Nord Linjedomare Emil Yletyinen Johannes Käck | Skellefteå Publik: 4 940 Domare: Huvuddomare Tobias Björk Mikael Nord Linjedomare Emil Yletyinen Johannes Käck |
| Joakim Lindström (10:27) Tim Söderlund (13:04) Pontus Petterström (21:34) (SH1) Adam Pettersson (31:15) Joakim Lindström (51:56) | Mål          |                         |                         |                         | Skellefteå Publik: 4 940 Domare: Huvuddomare Tobias Björk Mikael Nord Linjedomare Emil Yletyinen Johannes Käck | Skellefteå Publik: 4 940 Domare: Huvuddomare Tobias Björk Mikael Nord Linjedomare Emil Yletyinen Johannes Käck |
| |              |                         |                         |                         | Skellefteå Publik: 4 940 Domare: Huvuddomare Tobias Björk Mikael Nord Linjedomare Emil Yletyinen Johannes Käck | Skellefteå Publik: 4 940 Domare: Huvuddomare Tobias Björk Mikael Nord Linjedomare Emil Yletyinen Johannes Käck |
| |              |                         |                         |                         | Skellefteå Publik: 4 940 Domare: Huvuddomare Tobias Björk Mikael Nord Linjedomare Emil Yletyinen Johannes Käck | Skellefteå Publik: 4 940 Domare: Huvuddomare Tobias Björk Mikael Nord Linjedomare Emil Yletyinen Johannes Käck |
| |              |                         |                         |                         | Skellefteå Publik: 4 940 Domare: Huvuddomare Tobias Björk Mikael Nord Linjedomare Emil Yletyinen Johannes Käck | Skellefteå Publik: 4 940 Domare: Huvuddomare Tobias Björk Mikael Nord Linjedomare Emil Yletyinen Johannes Käck |
| |              |                         |                         |                         | Skellefteå Publik: 4 940 Domare: Huvuddomare Tobias Björk Mikael Nord Linjedomare Emil Yletyinen Johannes Käck | Skellefteå Publik: 4 940 Domare: Huvuddomare Tobias Björk Mikael Nord Linjedomare Emil Yletyinen Johannes Käck |

| 3.7                   | 23 mars 2018 | Färjestad BK                                                                                             | 1 – 4                   | Skellefteå AIK          | Löfbergs Arena                                                                                                 | |
|                       |              | (0–1, 1–3, 0–0) Rapport                                                                                  | (0–1, 1–3, 0–0) Rapport | (0–1, 1–3, 0–0) Rapport | Karlstad Publik: 8 126 Domare: Huvuddomare Linus Öhlund Marcus Linde Linjedomare Emil Wernström Gustav Jonsson | Karlstad Publik: 8 126 Domare: Huvuddomare Linus Öhlund Marcus Linde Linjedomare Emil Wernström Gustav Jonsson |
| Joakim Nygård (33:06) | Mål          | (13:54) Tim Söderlund (23:07) (SH1) Sebastian Ohlsson (25:45) Jimmie Ericsson (37:21) (PP1) Bud Holloway |                         |                         | Karlstad Publik: 8 126 Domare: Huvuddomare Linus Öhlund Marcus Linde Linjedomare Emil Wernström Gustav Jonsson | Karlstad Publik: 8 126 Domare: Huvuddomare Linus Öhlund Marcus Linde Linjedomare Emil Wernström Gustav Jonsson |
|                       |              | |                         |                         | Karlstad Publik: 8 126 Domare: Huvuddomare Linus Öhlund Marcus Linde Linjedomare Emil Wernström Gustav Jonsson | Karlstad Publik: 8 126 Domare: Huvuddomare Linus Öhlund Marcus Linde Linjedomare Emil Wernström Gustav Jonsson |
|                       |              | |                         |                         | Karlstad Publik: 8 126 Domare: Huvuddomare Linus Öhlund Marcus Linde Linjedomare Emil Wernström Gustav Jonsson | Karlstad Publik: 8 126 Domare: Huvuddomare Linus Öhlund Marcus Linde Linjedomare Emil Wernström Gustav Jonsson |
|                       |              | |                         |                         | Karlstad Publik: 8 126 Domare: Huvuddomare Linus Öhlund Marcus Linde Linjedomare Emil Wernström Gustav Jonsson | Karlstad Publik: 8 126 Domare: Huvuddomare Linus Öhlund Marcus Linde Linjedomare Emil Wernström Gustav Jonsson |
|                       |              | |                         |                         | Karlstad Publik: 8 126 Domare: Huvuddomare Linus Öhlund Marcus Linde Linjedomare Emil Wernström Gustav Jonsson | Karlstad Publik: 8 126 Domare: Huvuddomare Linus Öhlund Marcus Linde Linjedomare Emil Wernström Gustav Jonsson |

| 4.7                           | 25 mars 2018 | Skellefteå AIK                                                         | 1 – 3                   | Färjestad BK            | Skellefteå Kraft Arena                                                                                         | |
|                               |              | (0–0, 0–1, 1–2) Rapport                                                | (0–0, 0–1, 1–2) Rapport | (0–0, 0–1, 1–2) Rapport | Skellefteå Publik: 5 801 Domare: Huvuddomare Linus Öhlund Mikael Holm Linjedomare Emil Yletyinen Johannes Käck | Skellefteå Publik: 5 801 Domare: Huvuddomare Linus Öhlund Mikael Holm Linjedomare Emil Yletyinen Johannes Käck |
| Jesper Olofsson (54:56) (PP1) | Mål          | (26:01) Ilari Melart (44:01) Dick Axelsson (59:19) Alexander Johansson |                         |                         | Skellefteå Publik: 5 801 Domare: Huvuddomare Linus Öhlund Mikael Holm Linjedomare Emil Yletyinen Johannes Käck | Skellefteå Publik: 5 801 Domare: Huvuddomare Linus Öhlund Mikael Holm Linjedomare Emil Yletyinen Johannes Käck |
|                               |              |                                                                        |                         |                         | Skellefteå Publik: 5 801 Domare: Huvuddomare Linus Öhlund Mikael Holm Linjedomare Emil Yletyinen Johannes Käck | Skellefteå Publik: 5 801 Domare: Huvuddomare Linus Öhlund Mikael Holm Linjedomare Emil Yletyinen Johannes Käck |
|                               |              |                                                                        |                         |                         | Skellefteå Publik: 5 801 Domare: Huvuddomare Linus Öhlund Mikael Holm Linjedomare Emil Yletyinen Johannes Käck | Skellefteå Publik: 5 801 Domare: Huvuddomare Linus Öhlund Mikael Holm Linjedomare Emil Yletyinen Johannes Käck |
|                               |              |                                                                        |                         |                         | Skellefteå Publik: 5 801 Domare: Huvuddomare Linus Öhlund Mikael Holm Linjedomare Emil Yletyinen Johannes Käck | Skellefteå Publik: 5 801 Domare: Huvuddomare Linus Öhlund Mikael Holm Linjedomare Emil Yletyinen Johannes Käck |
|                               |              |                                                                        |                         |                         | Skellefteå Publik: 5 801 Domare: Huvuddomare Linus Öhlund Mikael Holm Linjedomare Emil Yletyinen Johannes Käck | Skellefteå Publik: 5 801 Domare: Huvuddomare Linus Öhlund Mikael Holm Linjedomare Emil Yletyinen Johannes Käck |

| 5.7                                                                            | 27 mars 2018 | Färjestad BK                                | 3 – 2                   | Skellefteå AIK          | Löfbergs Arena                                                                                               | |
|                                                                                |              | (0–1, 2–0, 1–1) Rapport                     | (0–1, 2–0, 1–1) Rapport | (0–1, 2–0, 1–1) Rapport | Karlstad Publik: 7 207 Domare: Huvuddomare Sören Persson Tobias Björk Linjedomare Gustav Jonsson Örjan Åhlén | Karlstad Publik: 7 207 Domare: Huvuddomare Sören Persson Tobias Björk Linjedomare Gustav Jonsson Örjan Åhlén |
| Michael Lindqvist (21:51) Dick Axelsson (27:38) Mikael Wikstrand (49:30) (PP1) | Mål          | (16:27) Michael Kostka (52:06) Pär Lindholm |                         |                         | Karlstad Publik: 7 207 Domare: Huvuddomare Sören Persson Tobias Björk Linjedomare Gustav Jonsson Örjan Åhlén | Karlstad Publik: 7 207 Domare: Huvuddomare Sören Persson Tobias Björk Linjedomare Gustav Jonsson Örjan Åhlén |
|                                                                                |              |                                             |                         |                         | Karlstad Publik: 7 207 Domare: Huvuddomare Sören Persson Tobias Björk Linjedomare Gustav Jonsson Örjan Åhlén | Karlstad Publik: 7 207 Domare: Huvuddomare Sören Persson Tobias Björk Linjedomare Gustav Jonsson Örjan Åhlén |
|                                                                                |              |                                             |                         |                         | Karlstad Publik: 7 207 Domare: Huvuddomare Sören Persson Tobias Björk Linjedomare Gustav Jonsson Örjan Åhlén | Karlstad Publik: 7 207 Domare: Huvuddomare Sören Persson Tobias Björk Linjedomare Gustav Jonsson Örjan Åhlén |
|                                                                                |              |                                             |                         |                         | Karlstad Publik: 7 207 Domare: Huvuddomare Sören Persson Tobias Björk Linjedomare Gustav Jonsson Örjan Åhlén | Karlstad Publik: 7 207 Domare: Huvuddomare Sören Persson Tobias Björk Linjedomare Gustav Jonsson Örjan Åhlén |
|                                                                                |              |                                             |                         |                         | Karlstad Publik: 7 207 Domare: Huvuddomare Sören Persson Tobias Björk Linjedomare Gustav Jonsson Örjan Åhlén | Karlstad Publik: 7 207 Domare: Huvuddomare Sören Persson Tobias Björk Linjedomare Gustav Jonsson Örjan Åhlén |

| 6.7 | 29 mars 2018 | Skellefteå AIK                                     | 5 – 2                   | Färjestad BK            | Skellefteå Kraft Arena                                                                                        | |
| |              | (1–2, 0–0, 4–0) Rapport                            | (1–2, 0–0, 4–0) Rapport | (1–2, 0–0, 4–0) Rapport | Skellefteå Publik: 5 029 Domare: Huvuddomare Linus Öhlund Mikael Nord Linjedomare Gustav Jonsson Jimmy Dahmén | Skellefteå Publik: 5 029 Domare: Huvuddomare Linus Öhlund Mikael Nord Linjedomare Gustav Jonsson Jimmy Dahmén |
| Pontus Petterström (03:21) Jesper Olofsson (45:33) Pär Lindholm (46:23) Oscar Möller (59:12) Pär Lindholm (59:24) | Mål          | (06:51) (PP1) Michael Lindqvist (16:05) Johan Ryno |                         |                         | Skellefteå Publik: 5 029 Domare: Huvuddomare Linus Öhlund Mikael Nord Linjedomare Gustav Jonsson Jimmy Dahmén | Skellefteå Publik: 5 029 Domare: Huvuddomare Linus Öhlund Mikael Nord Linjedomare Gustav Jonsson Jimmy Dahmén |
| |              |                                                    |                         |                         | Skellefteå Publik: 5 029 Domare: Huvuddomare Linus Öhlund Mikael Nord Linjedomare Gustav Jonsson Jimmy Dahmén | Skellefteå Publik: 5 029 Domare: Huvuddomare Linus Öhlund Mikael Nord Linjedomare Gustav Jonsson Jimmy Dahmén |
| |              |                                                    |                         |                         | Skellefteå Publik: 5 029 Domare: Huvuddomare Linus Öhlund Mikael Nord Linjedomare Gustav Jonsson Jimmy Dahmén | Skellefteå Publik: 5 029 Domare: Huvuddomare Linus Öhlund Mikael Nord Linjedomare Gustav Jonsson Jimmy Dahmén |
| |              |                                                    |                         |                         | Skellefteå Publik: 5 029 Domare: Huvuddomare Linus Öhlund Mikael Nord Linjedomare Gustav Jonsson Jimmy Dahmén | Skellefteå Publik: 5 029 Domare: Huvuddomare Linus Öhlund Mikael Nord Linjedomare Gustav Jonsson Jimmy Dahmén |
| |              |                                                    |                         |                         | Skellefteå Publik: 5 029 Domare: Huvuddomare Linus Öhlund Mikael Nord Linjedomare Gustav Jonsson Jimmy Dahmén | Skellefteå Publik: 5 029 Domare: Huvuddomare Linus Öhlund Mikael Nord Linjedomare Gustav Jonsson Jimmy Dahmén |

#### Djurgårdens IF–Linköping HC
| 1.7 | 18 mars 2018 | Djurgårdens IF          | 6 – 1                   | Linköping HC            | Hovet | |
| |              | (2–1, 3–0, 1–0) Rapport | (2–1, 3–0, 1–0) Rapport | (2–1, 3–0, 1–0) Rapport | Stockholm Publik: 8 094 Domare: Huvuddomare Andreas Harnebring Linus Öhlund Linjedomare Emil Wernström Jimmy Dahmén | Stockholm Publik: 8 094 Domare: Huvuddomare Andreas Harnebring Linus Öhlund Linjedomare Emil Wernström Jimmy Dahmén |
| Jonathan Davidsson (12:21) Linus Hultström (19:26) (PP1) Jonathan Davidsson (24:50) Markus Ljungh (28:45) Calle Ridderwall (32:35) Axel Jonsson Fjällby (55:56) | Mål          | (10:26) Jakob Lilja     |                         |                         | Stockholm Publik: 8 094 Domare: Huvuddomare Andreas Harnebring Linus Öhlund Linjedomare Emil Wernström Jimmy Dahmén | Stockholm Publik: 8 094 Domare: Huvuddomare Andreas Harnebring Linus Öhlund Linjedomare Emil Wernström Jimmy Dahmén |
| |              |                         |                         |                         | Stockholm Publik: 8 094 Domare: Huvuddomare Andreas Harnebring Linus Öhlund Linjedomare Emil Wernström Jimmy Dahmén | Stockholm Publik: 8 094 Domare: Huvuddomare Andreas Harnebring Linus Öhlund Linjedomare Emil Wernström Jimmy Dahmén |
| |              |                         |                         |                         | Stockholm Publik: 8 094 Domare: Huvuddomare Andreas Harnebring Linus Öhlund Linjedomare Emil Wernström Jimmy Dahmén | Stockholm Publik: 8 094 Domare: Huvuddomare Andreas Harnebring Linus Öhlund Linjedomare Emil Wernström Jimmy Dahmén |
| |              |                         |                         |                         | Stockholm Publik: 8 094 Domare: Huvuddomare Andreas Harnebring Linus Öhlund Linjedomare Emil Wernström Jimmy Dahmén | Stockholm Publik: 8 094 Domare: Huvuddomare Andreas Harnebring Linus Öhlund Linjedomare Emil Wernström Jimmy Dahmén |
| |              |                         |                         |                         | Stockholm Publik: 8 094 Domare: Huvuddomare Andreas Harnebring Linus Öhlund Linjedomare Emil Wernström Jimmy Dahmén | Stockholm Publik: 8 094 Domare: Huvuddomare Andreas Harnebring Linus Öhlund Linjedomare Emil Wernström Jimmy Dahmén |

| 2.7                                                                  | 20 mars 2018 | Linköping HC                                     | 000 3 – 2 (SD)                         | Djurgårdens IF                         | Saab Arena | |
|                                                                      |              | (0–0, 0–1, 2–1, 0–0, 0–0, 1–0) Rapport           | (0–0, 0–1, 2–1, 0–0, 0–0, 1–0) Rapport | (0–0, 0–1, 2–1, 0–0, 0–0, 1–0) Rapport | Linköping Publik: 6 603 Domare: Huvuddomare Mikael Holm Mikael Andersson Linjedomare Anders Nyqvist Andreas Malmqvist | Linköping Publik: 6 603 Domare: Huvuddomare Mikael Holm Mikael Andersson Linjedomare Anders Nyqvist Andreas Malmqvist |
| Jakob Lilja (42:37) Chad Billins (57:00) Chad Billins (108:38) (PP1) | Mål          | (21:56) Jesper Pettersson (51:23) Gustav Possler |                                        |                                        | Linköping Publik: 6 603 Domare: Huvuddomare Mikael Holm Mikael Andersson Linjedomare Anders Nyqvist Andreas Malmqvist | Linköping Publik: 6 603 Domare: Huvuddomare Mikael Holm Mikael Andersson Linjedomare Anders Nyqvist Andreas Malmqvist |
|                                                                      |              |                                                  |                                        |                                        | Linköping Publik: 6 603 Domare: Huvuddomare Mikael Holm Mikael Andersson Linjedomare Anders Nyqvist Andreas Malmqvist | Linköping Publik: 6 603 Domare: Huvuddomare Mikael Holm Mikael Andersson Linjedomare Anders Nyqvist Andreas Malmqvist |
|                                                                      |              |                                                  |                                        |                                        | Linköping Publik: 6 603 Domare: Huvuddomare Mikael Holm Mikael Andersson Linjedomare Anders Nyqvist Andreas Malmqvist | Linköping Publik: 6 603 Domare: Huvuddomare Mikael Holm Mikael Andersson Linjedomare Anders Nyqvist Andreas Malmqvist |
|                                                                      |              |                                                  |                                        |                                        | Linköping Publik: 6 603 Domare: Huvuddomare Mikael Holm Mikael Andersson Linjedomare Anders Nyqvist Andreas Malmqvist | Linköping Publik: 6 603 Domare: Huvuddomare Mikael Holm Mikael Andersson Linjedomare Anders Nyqvist Andreas Malmqvist |
|                                                                      |              |                                                  |                                        |                                        | Linköping Publik: 6 603 Domare: Huvuddomare Mikael Holm Mikael Andersson Linjedomare Anders Nyqvist Andreas Malmqvist | Linköping Publik: 6 603 Domare: Huvuddomare Mikael Holm Mikael Andersson Linjedomare Anders Nyqvist Andreas Malmqvist |

| 3.7                                                                                               | 22 mars 2018 | Djurgårdens IF                                                               | 4 – 3                   | Linköping HC            | Hovet | |
|                                                                                                   |              | (0–1, 3–1, 1–1) Rapport                                                      | (0–1, 3–1, 1–1) Rapport | (0–1, 3–1, 1–1) Rapport | Stockholm Publik: 7 923 Domare: Huvuddomare Mikael Sjöqvist Wolmer Edqvist Linjedomare Andreas Malmqvist Jimmy Dahmén | Stockholm Publik: 7 923 Domare: Huvuddomare Mikael Sjöqvist Wolmer Edqvist Linjedomare Andreas Malmqvist Jimmy Dahmén |
| Niclas Bergfors (28:22) Linus Johansson (32:39) Mikael Ahlén (35:00) Axel Jonsson Fjällby (49:14) | Mål          | (15:37) (PP1) Henrik Törnqvist (35:54) Ken André Olimb (54:27) Andrew Gordon |                         |                         | Stockholm Publik: 7 923 Domare: Huvuddomare Mikael Sjöqvist Wolmer Edqvist Linjedomare Andreas Malmqvist Jimmy Dahmén | Stockholm Publik: 7 923 Domare: Huvuddomare Mikael Sjöqvist Wolmer Edqvist Linjedomare Andreas Malmqvist Jimmy Dahmén |
|                                                                                                   |              |                                                                              |                         |                         | Stockholm Publik: 7 923 Domare: Huvuddomare Mikael Sjöqvist Wolmer Edqvist Linjedomare Andreas Malmqvist Jimmy Dahmén | Stockholm Publik: 7 923 Domare: Huvuddomare Mikael Sjöqvist Wolmer Edqvist Linjedomare Andreas Malmqvist Jimmy Dahmén |
|                                                                                                   |              |                                                                              |                         |                         | Stockholm Publik: 7 923 Domare: Huvuddomare Mikael Sjöqvist Wolmer Edqvist Linjedomare Andreas Malmqvist Jimmy Dahmén | Stockholm Publik: 7 923 Domare: Huvuddomare Mikael Sjöqvist Wolmer Edqvist Linjedomare Andreas Malmqvist Jimmy Dahmén |
|                                                                                                   |              |                                                                              |                         |                         | Stockholm Publik: 7 923 Domare: Huvuddomare Mikael Sjöqvist Wolmer Edqvist Linjedomare Andreas Malmqvist Jimmy Dahmén | Stockholm Publik: 7 923 Domare: Huvuddomare Mikael Sjöqvist Wolmer Edqvist Linjedomare Andreas Malmqvist Jimmy Dahmén |
|                                                                                                   |              |                                                                              |                         |                         | Stockholm Publik: 7 923 Domare: Huvuddomare Mikael Sjöqvist Wolmer Edqvist Linjedomare Andreas Malmqvist Jimmy Dahmén | Stockholm Publik: 7 923 Domare: Huvuddomare Mikael Sjöqvist Wolmer Edqvist Linjedomare Andreas Malmqvist Jimmy Dahmén |

| 4.7                                                       | 24 mars 2018 | Linköping HC | 2 – 4                   | Djurgårdens IF          | Saab Arena | |
|                                                           |              | (0–1, 1–2, 1–1) Rapport | (0–1, 1–2, 1–1) Rapport | (0–1, 1–2, 1–1) Rapport | Linköping Publik: 8 042 Domare: Huvuddomare Tobias Björk Mikael Nord Linjedomare Andreas Malmqvist Örjan Åhlén | Linköping Publik: 8 042 Domare: Huvuddomare Tobias Björk Mikael Nord Linjedomare Andreas Malmqvist Örjan Åhlén |
| Kristian Näkyvä (29:10) (PP1) Andrew Gordon (58:20) (PP1) | Mål          | (01:57) Axel Jonsson Fjällby (26:30) (PP1) Linus Hultström (34:59) (PP2) Linus Hultström (59:44) (SH1) Axel Jonsson Fjällby |                         |                         | Linköping Publik: 8 042 Domare: Huvuddomare Tobias Björk Mikael Nord Linjedomare Andreas Malmqvist Örjan Åhlén | Linköping Publik: 8 042 Domare: Huvuddomare Tobias Björk Mikael Nord Linjedomare Andreas Malmqvist Örjan Åhlén |
|                                                           |              | |                         |                         | Linköping Publik: 8 042 Domare: Huvuddomare Tobias Björk Mikael Nord Linjedomare Andreas Malmqvist Örjan Åhlén | Linköping Publik: 8 042 Domare: Huvuddomare Tobias Björk Mikael Nord Linjedomare Andreas Malmqvist Örjan Åhlén |
|                                                           |              | |                         |                         | Linköping Publik: 8 042 Domare: Huvuddomare Tobias Björk Mikael Nord Linjedomare Andreas Malmqvist Örjan Åhlén | Linköping Publik: 8 042 Domare: Huvuddomare Tobias Björk Mikael Nord Linjedomare Andreas Malmqvist Örjan Åhlén |
|                                                           |              | |                         |                         | Linköping Publik: 8 042 Domare: Huvuddomare Tobias Björk Mikael Nord Linjedomare Andreas Malmqvist Örjan Åhlén | Linköping Publik: 8 042 Domare: Huvuddomare Tobias Björk Mikael Nord Linjedomare Andreas Malmqvist Örjan Åhlén |
|                                                           |              | |                         |                         | Linköping Publik: 8 042 Domare: Huvuddomare Tobias Björk Mikael Nord Linjedomare Andreas Malmqvist Örjan Åhlén | Linköping Publik: 8 042 Domare: Huvuddomare Tobias Björk Mikael Nord Linjedomare Andreas Malmqvist Örjan Åhlén |

| 5.7 | 26 mars 2018 | Djurgårdens IF                                                                                  | 5 – 4                   | Linköping HC            | Hovet | |
| |              | (0–0, 3–2, 2–2) Rapport                                                                         | (0–0, 3–2, 2–2) Rapport | (0–0, 3–2, 2–2) Rapport | Stockholm Publik: 8 094 Domare: Huvuddomare Mikael Holm Mikael Sjöqvist Linjedomare Daniel Persson Örjan Åhlén | Stockholm Publik: 8 094 Domare: Huvuddomare Mikael Holm Mikael Sjöqvist Linjedomare Daniel Persson Örjan Åhlén |
| Mikael Ahlén (21:23) Axel Jonsson Fjällby (21:54) Gustav Possler (32:06) Markus Ljungh (56:41) Marcus Högström (59:55) | Mål          | (21:11) (PP1) Kristian Näkyvä (28:45) Kristian Näkyvä (49:18) Ken André Olimb (55:15) Derek Roy |                         |                         | Stockholm Publik: 8 094 Domare: Huvuddomare Mikael Holm Mikael Sjöqvist Linjedomare Daniel Persson Örjan Åhlén | Stockholm Publik: 8 094 Domare: Huvuddomare Mikael Holm Mikael Sjöqvist Linjedomare Daniel Persson Örjan Åhlén |
| |              |                                                                                                 |                         |                         | Stockholm Publik: 8 094 Domare: Huvuddomare Mikael Holm Mikael Sjöqvist Linjedomare Daniel Persson Örjan Åhlén | Stockholm Publik: 8 094 Domare: Huvuddomare Mikael Holm Mikael Sjöqvist Linjedomare Daniel Persson Örjan Åhlén |
| |              |                                                                                                 |                         |                         | Stockholm Publik: 8 094 Domare: Huvuddomare Mikael Holm Mikael Sjöqvist Linjedomare Daniel Persson Örjan Åhlén | Stockholm Publik: 8 094 Domare: Huvuddomare Mikael Holm Mikael Sjöqvist Linjedomare Daniel Persson Örjan Åhlén |
| |              |                                                                                                 |                         |                         | Stockholm Publik: 8 094 Domare: Huvuddomare Mikael Holm Mikael Sjöqvist Linjedomare Daniel Persson Örjan Åhlén | Stockholm Publik: 8 094 Domare: Huvuddomare Mikael Holm Mikael Sjöqvist Linjedomare Daniel Persson Örjan Åhlén |
| |              |                                                                                                 |                         |                         | Stockholm Publik: 8 094 Domare: Huvuddomare Mikael Holm Mikael Sjöqvist Linjedomare Daniel Persson Örjan Åhlén | Stockholm Publik: 8 094 Domare: Huvuddomare Mikael Holm Mikael Sjöqvist Linjedomare Daniel Persson Örjan Åhlén |

### Semifinaler

#### Växjö Lakers HC–Malmö Redhawks
| 1.7                                                                    | 2 april 2018 | Växjö Lakers                                  | 3 – 2                   | Malmö Redhawks          | Vida Arena | |
|                                                                        |              | (2–0, 0–1, 1–1) Rapport                       | (2–0, 0–1, 1–1) Rapport | (2–0, 0–1, 1–1) Rapport | Växjö Publik: 5 304 Domare: Huvuddomare Linus Öhlund Mikael Holm Linjedomare Andreas Malmqvist Henrik Pihlblad | Växjö Publik: 5 304 Domare: Huvuddomare Linus Öhlund Mikael Holm Linjedomare Andreas Malmqvist Henrik Pihlblad |
| Elias Pettersson (04:44) Joel Persson (17:02) Dennis Rasmussen (51:16) | Mål          | (39:28) Frederik Storm (49:55) Frederik Storm |                         |                         | Växjö Publik: 5 304 Domare: Huvuddomare Linus Öhlund Mikael Holm Linjedomare Andreas Malmqvist Henrik Pihlblad | Växjö Publik: 5 304 Domare: Huvuddomare Linus Öhlund Mikael Holm Linjedomare Andreas Malmqvist Henrik Pihlblad |
|                                                                        |              |                                               |                         |                         | Växjö Publik: 5 304 Domare: Huvuddomare Linus Öhlund Mikael Holm Linjedomare Andreas Malmqvist Henrik Pihlblad | Växjö Publik: 5 304 Domare: Huvuddomare Linus Öhlund Mikael Holm Linjedomare Andreas Malmqvist Henrik Pihlblad |
|                                                                        |              |                                               |                         |                         | Växjö Publik: 5 304 Domare: Huvuddomare Linus Öhlund Mikael Holm Linjedomare Andreas Malmqvist Henrik Pihlblad | Växjö Publik: 5 304 Domare: Huvuddomare Linus Öhlund Mikael Holm Linjedomare Andreas Malmqvist Henrik Pihlblad |
|                                                                        |              |                                               |                         |                         | Växjö Publik: 5 304 Domare: Huvuddomare Linus Öhlund Mikael Holm Linjedomare Andreas Malmqvist Henrik Pihlblad | Växjö Publik: 5 304 Domare: Huvuddomare Linus Öhlund Mikael Holm Linjedomare Andreas Malmqvist Henrik Pihlblad |
|                                                                        |              |                                               |                         |                         | Växjö Publik: 5 304 Domare: Huvuddomare Linus Öhlund Mikael Holm Linjedomare Andreas Malmqvist Henrik Pihlblad | Växjö Publik: 5 304 Domare: Huvuddomare Linus Öhlund Mikael Holm Linjedomare Andreas Malmqvist Henrik Pihlblad |

| 2.7 | 4 april 2018 | Malmö Redhawks                                                         | 0 – 3                   | Växjö Lakers            | Malmö Arena | |
|     |              | (0–1, 0–0, 0–2) Rapport                                                | (0–1, 0–0, 0–2) Rapport | (0–1, 0–0, 0–2) Rapport | Malmö Publik: 7 724 Domare: Huvuddomare Linus Öhlund Mikael Sjöqvist Linjedomare Anders Nyqvist Ludvig Lundgren | Malmö Publik: 7 724 Domare: Huvuddomare Linus Öhlund Mikael Sjöqvist Linjedomare Anders Nyqvist Ludvig Lundgren |
|     | Mål          | (13:06) Tuomas Kiiskinen (53:49) Dennis Rasmussen (57:00) Andrew Calof |                         |                         | Malmö Publik: 7 724 Domare: Huvuddomare Linus Öhlund Mikael Sjöqvist Linjedomare Anders Nyqvist Ludvig Lundgren | Malmö Publik: 7 724 Domare: Huvuddomare Linus Öhlund Mikael Sjöqvist Linjedomare Anders Nyqvist Ludvig Lundgren |
|     |              |                                                                        |                         |                         | Malmö Publik: 7 724 Domare: Huvuddomare Linus Öhlund Mikael Sjöqvist Linjedomare Anders Nyqvist Ludvig Lundgren | Malmö Publik: 7 724 Domare: Huvuddomare Linus Öhlund Mikael Sjöqvist Linjedomare Anders Nyqvist Ludvig Lundgren |
|     |              |                                                                        |                         |                         | Malmö Publik: 7 724 Domare: Huvuddomare Linus Öhlund Mikael Sjöqvist Linjedomare Anders Nyqvist Ludvig Lundgren | Malmö Publik: 7 724 Domare: Huvuddomare Linus Öhlund Mikael Sjöqvist Linjedomare Anders Nyqvist Ludvig Lundgren |
|     |              |                                                                        |                         |                         | Malmö Publik: 7 724 Domare: Huvuddomare Linus Öhlund Mikael Sjöqvist Linjedomare Anders Nyqvist Ludvig Lundgren | Malmö Publik: 7 724 Domare: Huvuddomare Linus Öhlund Mikael Sjöqvist Linjedomare Anders Nyqvist Ludvig Lundgren |
|     |              |                                                                        |                         |                         | Malmö Publik: 7 724 Domare: Huvuddomare Linus Öhlund Mikael Sjöqvist Linjedomare Anders Nyqvist Ludvig Lundgren | Malmö Publik: 7 724 Domare: Huvuddomare Linus Öhlund Mikael Sjöqvist Linjedomare Anders Nyqvist Ludvig Lundgren |

| 3.7                                                                       | 6 april 2018 | Växjö Lakers            | 3 – 1                   | Malmö Redhawks          | Vida Arena | |
|                                                                           |              | (0–1, 1–0, 2–0) Rapport | (0–1, 1–0, 2–0) Rapport | (0–1, 1–0, 2–0) Rapport | Växjö Publik: 5 750 Domare: Huvuddomare Mikael Holm Sören Persson Linjedomare Andreas Malmqvist Henrik Pihlblad | Växjö Publik: 5 750 Domare: Huvuddomare Mikael Holm Sören Persson Linjedomare Andreas Malmqvist Henrik Pihlblad |
| Andrew Calof (20:33) Elias Pettersson (40:37) (PP1) Linus Fröberg (58:52) | Mål          | (16:28) Rhett Rakhshani |                         |                         | Växjö Publik: 5 750 Domare: Huvuddomare Mikael Holm Sören Persson Linjedomare Andreas Malmqvist Henrik Pihlblad | Växjö Publik: 5 750 Domare: Huvuddomare Mikael Holm Sören Persson Linjedomare Andreas Malmqvist Henrik Pihlblad |
|                                                                           |              |                         |                         |                         | Växjö Publik: 5 750 Domare: Huvuddomare Mikael Holm Sören Persson Linjedomare Andreas Malmqvist Henrik Pihlblad | Växjö Publik: 5 750 Domare: Huvuddomare Mikael Holm Sören Persson Linjedomare Andreas Malmqvist Henrik Pihlblad |
|                                                                           |              |                         |                         |                         | Växjö Publik: 5 750 Domare: Huvuddomare Mikael Holm Sören Persson Linjedomare Andreas Malmqvist Henrik Pihlblad | Växjö Publik: 5 750 Domare: Huvuddomare Mikael Holm Sören Persson Linjedomare Andreas Malmqvist Henrik Pihlblad |
|                                                                           |              |                         |                         |                         | Växjö Publik: 5 750 Domare: Huvuddomare Mikael Holm Sören Persson Linjedomare Andreas Malmqvist Henrik Pihlblad | Växjö Publik: 5 750 Domare: Huvuddomare Mikael Holm Sören Persson Linjedomare Andreas Malmqvist Henrik Pihlblad |
|                                                                           |              |                         |                         |                         | Växjö Publik: 5 750 Domare: Huvuddomare Mikael Holm Sören Persson Linjedomare Andreas Malmqvist Henrik Pihlblad | Växjö Publik: 5 750 Domare: Huvuddomare Mikael Holm Sören Persson Linjedomare Andreas Malmqvist Henrik Pihlblad |

| 4.7                          | 8 april 2018 | Malmö Redhawks                                                | 000 1 – 2 (SD)               | Växjö Lakers                 | Malmö Arena                                                                                                   | |
|                              |              | (1–1, 0–0, 0–0, 0–1) Rapport                                  | (1–1, 0–0, 0–0, 0–1) Rapport | (1–1, 0–0, 0–0, 0–1) Rapport | Malmö Publik: 8 652 Domare: Huvuddomare Sören Persson Tobias Björk Linjedomare Anders Nyqvist Ludvig Lundgren | Malmö Publik: 8 652 Domare: Huvuddomare Sören Persson Tobias Björk Linjedomare Anders Nyqvist Ludvig Lundgren |
| Nils Andersson (11:27) (PP2) | Mål          | (09:22) (PP1) Dennis Rasmussen (69:55) (PP1) Elias Pettersson |                              |                              | Malmö Publik: 8 652 Domare: Huvuddomare Sören Persson Tobias Björk Linjedomare Anders Nyqvist Ludvig Lundgren | Malmö Publik: 8 652 Domare: Huvuddomare Sören Persson Tobias Björk Linjedomare Anders Nyqvist Ludvig Lundgren |
|                              |              |                                                               |                              |                              | Malmö Publik: 8 652 Domare: Huvuddomare Sören Persson Tobias Björk Linjedomare Anders Nyqvist Ludvig Lundgren | Malmö Publik: 8 652 Domare: Huvuddomare Sören Persson Tobias Björk Linjedomare Anders Nyqvist Ludvig Lundgren |
|                              |              |                                                               |                              |                              | Malmö Publik: 8 652 Domare: Huvuddomare Sören Persson Tobias Björk Linjedomare Anders Nyqvist Ludvig Lundgren | Malmö Publik: 8 652 Domare: Huvuddomare Sören Persson Tobias Björk Linjedomare Anders Nyqvist Ludvig Lundgren |
|                              |              |                                                               |                              |                              | Malmö Publik: 8 652 Domare: Huvuddomare Sören Persson Tobias Björk Linjedomare Anders Nyqvist Ludvig Lundgren | Malmö Publik: 8 652 Domare: Huvuddomare Sören Persson Tobias Björk Linjedomare Anders Nyqvist Ludvig Lundgren |
|                              |              |                                                               |                              |                              | Malmö Publik: 8 652 Domare: Huvuddomare Sören Persson Tobias Björk Linjedomare Anders Nyqvist Ludvig Lundgren | Malmö Publik: 8 652 Domare: Huvuddomare Sören Persson Tobias Björk Linjedomare Anders Nyqvist Ludvig Lundgren |

#### Djurgårdens IF–Skellefteå AIK
| 1.7                                                                      | 3 april 2018 | Djurgårdens IF                                                                                  | 000 3 – 4 (SD)               | Skellefteå AIK               | Hovet | |
|                                                                          |              | (2–0, 0–1, 1–2, 0–1) Rapport                                                                    | (2–0, 0–1, 1–2, 0–1) Rapport | (2–0, 0–1, 1–2, 0–1) Rapport | Stockholm Publik: 8 102 Domare: Huvuddomare Mikael Sjöqvist Mikael Nord Linjedomare Jimmy Dahmén Örjan Åhlén | Stockholm Publik: 8 102 Domare: Huvuddomare Mikael Sjöqvist Mikael Nord Linjedomare Jimmy Dahmén Örjan Åhlén |
| Markus Ljungh (08:28) Jonathan Davidsson (17:10) Linus Hultström (58:14) | Mål          | (29:26) Jimmie Ericsson (43:46) Pär Lindholm (55:16) (PP1) Oscar Möller (70:12) Jimmie Ericsson |                              |                              | Stockholm Publik: 8 102 Domare: Huvuddomare Mikael Sjöqvist Mikael Nord Linjedomare Jimmy Dahmén Örjan Åhlén | Stockholm Publik: 8 102 Domare: Huvuddomare Mikael Sjöqvist Mikael Nord Linjedomare Jimmy Dahmén Örjan Åhlén |
|                                                                          |              |                                                                                                 |                              |                              | Stockholm Publik: 8 102 Domare: Huvuddomare Mikael Sjöqvist Mikael Nord Linjedomare Jimmy Dahmén Örjan Åhlén | Stockholm Publik: 8 102 Domare: Huvuddomare Mikael Sjöqvist Mikael Nord Linjedomare Jimmy Dahmén Örjan Åhlén |
|                                                                          |              |                                                                                                 |                              |                              | Stockholm Publik: 8 102 Domare: Huvuddomare Mikael Sjöqvist Mikael Nord Linjedomare Jimmy Dahmén Örjan Åhlén | Stockholm Publik: 8 102 Domare: Huvuddomare Mikael Sjöqvist Mikael Nord Linjedomare Jimmy Dahmén Örjan Åhlén |
|                                                                          |              |                                                                                                 |                              |                              | Stockholm Publik: 8 102 Domare: Huvuddomare Mikael Sjöqvist Mikael Nord Linjedomare Jimmy Dahmén Örjan Åhlén | Stockholm Publik: 8 102 Domare: Huvuddomare Mikael Sjöqvist Mikael Nord Linjedomare Jimmy Dahmén Örjan Åhlén |
|                                                                          |              |                                                                                                 |                              |                              | Stockholm Publik: 8 102 Domare: Huvuddomare Mikael Sjöqvist Mikael Nord Linjedomare Jimmy Dahmén Örjan Åhlén | Stockholm Publik: 8 102 Domare: Huvuddomare Mikael Sjöqvist Mikael Nord Linjedomare Jimmy Dahmén Örjan Åhlén |

| 2.7 | 5 april 2018 | Skellefteå AIK             | 6 – 1                   | Djurgårdens IF          | Skellefteå Kraft Arena                                                                                           | |
| |              | (0–0, 1–0, 5–1) Rapport    | (0–0, 1–0, 5–1) Rapport | (0–0, 1–0, 5–1) Rapport | Skellefteå Publik: 5 801 Domare: Huvuddomare Sören Persson Tobias Björk Linjedomare Emil Wernström Johannes Käck | Skellefteå Publik: 5 801 Domare: Huvuddomare Sören Persson Tobias Björk Linjedomare Emil Wernström Johannes Käck |
| Sebastian Ohlsson (31:09) (SH1) Henrik Hetta (44:58) Oscar Möller (55:05) (PP1) Sebastian Ohlsson (55:43) Pär Lindholm (56:24) Bud Holloway (56:52) | Mål          | (53:36) (SH1) Patrik Lundh |                         |                         | Skellefteå Publik: 5 801 Domare: Huvuddomare Sören Persson Tobias Björk Linjedomare Emil Wernström Johannes Käck | Skellefteå Publik: 5 801 Domare: Huvuddomare Sören Persson Tobias Björk Linjedomare Emil Wernström Johannes Käck |
| |              |                            |                         |                         | Skellefteå Publik: 5 801 Domare: Huvuddomare Sören Persson Tobias Björk Linjedomare Emil Wernström Johannes Käck | Skellefteå Publik: 5 801 Domare: Huvuddomare Sören Persson Tobias Björk Linjedomare Emil Wernström Johannes Käck |
| |              |                            |                         |                         | Skellefteå Publik: 5 801 Domare: Huvuddomare Sören Persson Tobias Björk Linjedomare Emil Wernström Johannes Käck | Skellefteå Publik: 5 801 Domare: Huvuddomare Sören Persson Tobias Björk Linjedomare Emil Wernström Johannes Käck |
| |              |                            |                         |                         | Skellefteå Publik: 5 801 Domare: Huvuddomare Sören Persson Tobias Björk Linjedomare Emil Wernström Johannes Käck | Skellefteå Publik: 5 801 Domare: Huvuddomare Sören Persson Tobias Björk Linjedomare Emil Wernström Johannes Käck |
| |              |                            |                         |                         | Skellefteå Publik: 5 801 Domare: Huvuddomare Sören Persson Tobias Björk Linjedomare Emil Wernström Johannes Käck | Skellefteå Publik: 5 801 Domare: Huvuddomare Sören Persson Tobias Björk Linjedomare Emil Wernström Johannes Käck |

| 3.7                                                                                      | 7 april 2018 | Djurgårdens IF          | 3 – 1                   | Skellefteå AIK          | Hovet | |
|                                                                                          |              | (0–0, 2–0, 1–1) Rapport | (0–0, 2–0, 1–1) Rapport | (0–0, 2–0, 1–1) Rapport | Stockholm Publik: 8 102 Domare: Huvuddomare Tobias Björk Mikael Nord Linjedomare Emil Wernström Örjan Åhlén | Stockholm Publik: 8 102 Domare: Huvuddomare Tobias Björk Mikael Nord Linjedomare Emil Wernström Örjan Åhlén |
| Linus Johansson (31:20) (PP1) Markus Ljungh (39:42) (PP2) Nicklas Bergfors (40:43) (PP1) | Mål          | (56:04) Jesper Olofsson |                         |                         | Stockholm Publik: 8 102 Domare: Huvuddomare Tobias Björk Mikael Nord Linjedomare Emil Wernström Örjan Åhlén | Stockholm Publik: 8 102 Domare: Huvuddomare Tobias Björk Mikael Nord Linjedomare Emil Wernström Örjan Åhlén |
|                                                                                          |              |                         |                         |                         | Stockholm Publik: 8 102 Domare: Huvuddomare Tobias Björk Mikael Nord Linjedomare Emil Wernström Örjan Åhlén | Stockholm Publik: 8 102 Domare: Huvuddomare Tobias Björk Mikael Nord Linjedomare Emil Wernström Örjan Åhlén |
|                                                                                          |              |                         |                         |                         | Stockholm Publik: 8 102 Domare: Huvuddomare Tobias Björk Mikael Nord Linjedomare Emil Wernström Örjan Åhlén | Stockholm Publik: 8 102 Domare: Huvuddomare Tobias Björk Mikael Nord Linjedomare Emil Wernström Örjan Åhlén |
|                                                                                          |              |                         |                         |                         | Stockholm Publik: 8 102 Domare: Huvuddomare Tobias Björk Mikael Nord Linjedomare Emil Wernström Örjan Åhlén | Stockholm Publik: 8 102 Domare: Huvuddomare Tobias Björk Mikael Nord Linjedomare Emil Wernström Örjan Åhlén |
|                                                                                          |              |                         |                         |                         | Stockholm Publik: 8 102 Domare: Huvuddomare Tobias Björk Mikael Nord Linjedomare Emil Wernström Örjan Åhlén | Stockholm Publik: 8 102 Domare: Huvuddomare Tobias Björk Mikael Nord Linjedomare Emil Wernström Örjan Åhlén |

| 4.7                                                                  | 9 april 2018 | Skellefteå AIK                                  | 000 3 – 2 (SD)               | Djurgårdens IF               | Skellefteå Kraft Arena                                                                                           | |
|                                                                      |              | (0–0, 0–2, 2–0, 1–0) Rapport                    | (0–0, 0–2, 2–0, 1–0) Rapport | (0–0, 0–2, 2–0, 1–0) Rapport | Skellefteå Publik: 5 441 Domare: Huvuddomare Linus Öhlund Mikael Sjöqvist Linjedomare Jimmy Dahmén Johannes Käck | Skellefteå Publik: 5 441 Domare: Huvuddomare Linus Öhlund Mikael Sjöqvist Linjedomare Jimmy Dahmén Johannes Käck |
| Oscar Möller (48:46) Henrik Hetta (57:37) Pontus Petterström (66:24) | Mål          | (24:05) Mikael Ahlén (38:58) Jonathan Davidsson |                              |                              | Skellefteå Publik: 5 441 Domare: Huvuddomare Linus Öhlund Mikael Sjöqvist Linjedomare Jimmy Dahmén Johannes Käck | Skellefteå Publik: 5 441 Domare: Huvuddomare Linus Öhlund Mikael Sjöqvist Linjedomare Jimmy Dahmén Johannes Käck |
|                                                                      |              |                                                 |                              |                              | Skellefteå Publik: 5 441 Domare: Huvuddomare Linus Öhlund Mikael Sjöqvist Linjedomare Jimmy Dahmén Johannes Käck | Skellefteå Publik: 5 441 Domare: Huvuddomare Linus Öhlund Mikael Sjöqvist Linjedomare Jimmy Dahmén Johannes Käck |
|                                                                      |              |                                                 |                              |                              | Skellefteå Publik: 5 441 Domare: Huvuddomare Linus Öhlund Mikael Sjöqvist Linjedomare Jimmy Dahmén Johannes Käck | Skellefteå Publik: 5 441 Domare: Huvuddomare Linus Öhlund Mikael Sjöqvist Linjedomare Jimmy Dahmén Johannes Käck |
|                                                                      |              |                                                 |                              |                              | Skellefteå Publik: 5 441 Domare: Huvuddomare Linus Öhlund Mikael Sjöqvist Linjedomare Jimmy Dahmén Johannes Käck | Skellefteå Publik: 5 441 Domare: Huvuddomare Linus Öhlund Mikael Sjöqvist Linjedomare Jimmy Dahmén Johannes Käck |
|                                                                      |              |                                                 |                              |                              | Skellefteå Publik: 5 441 Domare: Huvuddomare Linus Öhlund Mikael Sjöqvist Linjedomare Jimmy Dahmén Johannes Käck | Skellefteå Publik: 5 441 Domare: Huvuddomare Linus Öhlund Mikael Sjöqvist Linjedomare Jimmy Dahmén Johannes Käck |

| 5.7                                          | 11 april 2018 | Djurgårdens IF          | 2 – 1                   | Skellefteå AIK          | Globen | |
|                                              |               | (0–0, 0–1, 2–0) Rapport | (0–0, 0–1, 2–0) Rapport | (0–0, 0–1, 2–0) Rapport | Stockholm Publik: 13 850 Domare: Huvuddomare Mikael Sjöqvist Mikael Nord Linjedomare Jimmy Dahmén Örjan Åhlén | Stockholm Publik: 13 850 Domare: Huvuddomare Mikael Sjöqvist Mikael Nord Linjedomare Jimmy Dahmén Örjan Åhlén |
| Linus Hultström (51:22) Patrik Lundh (56:01) | Mål           | (37:15) Tim Söderlund   |                         |                         | Stockholm Publik: 13 850 Domare: Huvuddomare Mikael Sjöqvist Mikael Nord Linjedomare Jimmy Dahmén Örjan Åhlén | Stockholm Publik: 13 850 Domare: Huvuddomare Mikael Sjöqvist Mikael Nord Linjedomare Jimmy Dahmén Örjan Åhlén |
|                                              |               |                         |                         |                         | Stockholm Publik: 13 850 Domare: Huvuddomare Mikael Sjöqvist Mikael Nord Linjedomare Jimmy Dahmén Örjan Åhlén | Stockholm Publik: 13 850 Domare: Huvuddomare Mikael Sjöqvist Mikael Nord Linjedomare Jimmy Dahmén Örjan Åhlén |
|                                              |               |                         |                         |                         | Stockholm Publik: 13 850 Domare: Huvuddomare Mikael Sjöqvist Mikael Nord Linjedomare Jimmy Dahmén Örjan Åhlén | Stockholm Publik: 13 850 Domare: Huvuddomare Mikael Sjöqvist Mikael Nord Linjedomare Jimmy Dahmén Örjan Åhlén |
|                                              |               |                         |                         |                         | Stockholm Publik: 13 850 Domare: Huvuddomare Mikael Sjöqvist Mikael Nord Linjedomare Jimmy Dahmén Örjan Åhlén | Stockholm Publik: 13 850 Domare: Huvuddomare Mikael Sjöqvist Mikael Nord Linjedomare Jimmy Dahmén Örjan Åhlén |
|                                              |               |                         |                         |                         | Stockholm Publik: 13 850 Domare: Huvuddomare Mikael Sjöqvist Mikael Nord Linjedomare Jimmy Dahmén Örjan Åhlén | Stockholm Publik: 13 850 Domare: Huvuddomare Mikael Sjöqvist Mikael Nord Linjedomare Jimmy Dahmén Örjan Åhlén |

| 6.7 | 13 april 2018 | Skellefteå AIK                                     | 6 – 2                   | Djurgårdens IF          | Skellefteå Kraft Arena                                                                                         | |
| |               | (0–0, 4–0, 2–2) Rapport                            | (0–0, 4–0, 2–2) Rapport | (0–0, 4–0, 2–2) Rapport | Skellefteå Publik: 5 801 Domare: Huvuddomare Linus Öhlund Mikael Nord Linjedomare Henrik Pihlblad Jimmy Dahmén | Skellefteå Publik: 5 801 Domare: Huvuddomare Linus Öhlund Mikael Nord Linjedomare Henrik Pihlblad Jimmy Dahmén |
| Jimmie Ericsson (25:58) (PP1) Oscar Möller (29:22) (PP1) Oscar Möller (31:17) Tim Söderlund (33:30) Pär Lindholm (57:01) Sebastian Ohlsson (57:59) | Mål           | (48:53) Axel Jonsson Fjällby (51:12) Daniel Brodin |                         |                         | Skellefteå Publik: 5 801 Domare: Huvuddomare Linus Öhlund Mikael Nord Linjedomare Henrik Pihlblad Jimmy Dahmén | Skellefteå Publik: 5 801 Domare: Huvuddomare Linus Öhlund Mikael Nord Linjedomare Henrik Pihlblad Jimmy Dahmén |
| |               |                                                    |                         |                         | Skellefteå Publik: 5 801 Domare: Huvuddomare Linus Öhlund Mikael Nord Linjedomare Henrik Pihlblad Jimmy Dahmén | Skellefteå Publik: 5 801 Domare: Huvuddomare Linus Öhlund Mikael Nord Linjedomare Henrik Pihlblad Jimmy Dahmén |
| |               |                                                    |                         |                         | Skellefteå Publik: 5 801 Domare: Huvuddomare Linus Öhlund Mikael Nord Linjedomare Henrik Pihlblad Jimmy Dahmén | Skellefteå Publik: 5 801 Domare: Huvuddomare Linus Öhlund Mikael Nord Linjedomare Henrik Pihlblad Jimmy Dahmén |
| |               |                                                    |                         |                         | Skellefteå Publik: 5 801 Domare: Huvuddomare Linus Öhlund Mikael Nord Linjedomare Henrik Pihlblad Jimmy Dahmén | Skellefteå Publik: 5 801 Domare: Huvuddomare Linus Öhlund Mikael Nord Linjedomare Henrik Pihlblad Jimmy Dahmén |
| |               |                                                    |                         |                         | Skellefteå Publik: 5 801 Domare: Huvuddomare Linus Öhlund Mikael Nord Linjedomare Henrik Pihlblad Jimmy Dahmén | Skellefteå Publik: 5 801 Domare: Huvuddomare Linus Öhlund Mikael Nord Linjedomare Henrik Pihlblad Jimmy Dahmén |

### Final

#### Växjö Lakers HC–Skellefteå AIK
| 1.7 | 17 april 2018 | Växjö Lakers            | 7 – 0                   | Skellefteå AIK          | Vida Arena | |
| |               | (2–0, 2–0, 3–0) Rapport | (2–0, 2–0, 3–0) Rapport | (2–0, 2–0, 3–0) Rapport | Växjö Publik: 5 750 Domare: Huvuddomare Mikael Sjöqvist Mikael Nord Linjedomare Andreas Malmqvist Ludvig Lundgren | Växjö Publik: 5 750 Domare: Huvuddomare Mikael Sjöqvist Mikael Nord Linjedomare Andreas Malmqvist Ludvig Lundgren |
| Brendan Shinnimin (08:10) Liam Reddox (09:34) Robert Rosén (27:52) Elias Pettersson (29:07) (PP1) Andrew Calof (48:17) (PP1) Robert Rosén (53:10) (PP1) Janne Pesonen (57:56) | Mål           |                         |                         |                         | Växjö Publik: 5 750 Domare: Huvuddomare Mikael Sjöqvist Mikael Nord Linjedomare Andreas Malmqvist Ludvig Lundgren | Växjö Publik: 5 750 Domare: Huvuddomare Mikael Sjöqvist Mikael Nord Linjedomare Andreas Malmqvist Ludvig Lundgren |
| |               |                         |                         |                         | Växjö Publik: 5 750 Domare: Huvuddomare Mikael Sjöqvist Mikael Nord Linjedomare Andreas Malmqvist Ludvig Lundgren | Växjö Publik: 5 750 Domare: Huvuddomare Mikael Sjöqvist Mikael Nord Linjedomare Andreas Malmqvist Ludvig Lundgren |
| |               |                         |                         |                         | Växjö Publik: 5 750 Domare: Huvuddomare Mikael Sjöqvist Mikael Nord Linjedomare Andreas Malmqvist Ludvig Lundgren | Växjö Publik: 5 750 Domare: Huvuddomare Mikael Sjöqvist Mikael Nord Linjedomare Andreas Malmqvist Ludvig Lundgren |
| |               |                         |                         |                         | Växjö Publik: 5 750 Domare: Huvuddomare Mikael Sjöqvist Mikael Nord Linjedomare Andreas Malmqvist Ludvig Lundgren | Växjö Publik: 5 750 Domare: Huvuddomare Mikael Sjöqvist Mikael Nord Linjedomare Andreas Malmqvist Ludvig Lundgren |
| |               |                         |                         |                         | Växjö Publik: 5 750 Domare: Huvuddomare Mikael Sjöqvist Mikael Nord Linjedomare Andreas Malmqvist Ludvig Lundgren | Växjö Publik: 5 750 Domare: Huvuddomare Mikael Sjöqvist Mikael Nord Linjedomare Andreas Malmqvist Ludvig Lundgren |

| 2.7 | 19 april 2018 | Skellefteå AIK                                                                           | 0 – 4                   | Växjö Lakers            | Skellefteå Kraft Arena                                                                                       | |
|     |               | (0–2, 0–0, 0–2) Rapport                                                                  | (0–2, 0–0, 0–2) Rapport | (0–2, 0–0, 0–2) Rapport | Skellefteå Publik: 5 655 Domare: Huvuddomare Linus Öhlund Sören Persson Linjedomare Jimmy Dahmén Örjan Åhlén | Skellefteå Publik: 5 655 Domare: Huvuddomare Linus Öhlund Sören Persson Linjedomare Jimmy Dahmén Örjan Åhlén |
|     | Mål           | (13:27) Daniel Rahimi (16:09) Elias Pettersson (40:14) Robert Rosén (44:38) Robert Rosén |                         |                         | Skellefteå Publik: 5 655 Domare: Huvuddomare Linus Öhlund Sören Persson Linjedomare Jimmy Dahmén Örjan Åhlén | Skellefteå Publik: 5 655 Domare: Huvuddomare Linus Öhlund Sören Persson Linjedomare Jimmy Dahmén Örjan Åhlén |
|     |               |                                                                                          |                         |                         | Skellefteå Publik: 5 655 Domare: Huvuddomare Linus Öhlund Sören Persson Linjedomare Jimmy Dahmén Örjan Åhlén | Skellefteå Publik: 5 655 Domare: Huvuddomare Linus Öhlund Sören Persson Linjedomare Jimmy Dahmén Örjan Åhlén |
|     |               |                                                                                          |                         |                         | Skellefteå Publik: 5 655 Domare: Huvuddomare Linus Öhlund Sören Persson Linjedomare Jimmy Dahmén Örjan Åhlén | Skellefteå Publik: 5 655 Domare: Huvuddomare Linus Öhlund Sören Persson Linjedomare Jimmy Dahmén Örjan Åhlén |
|     |               |                                                                                          |                         |                         | Skellefteå Publik: 5 655 Domare: Huvuddomare Linus Öhlund Sören Persson Linjedomare Jimmy Dahmén Örjan Åhlén | Skellefteå Publik: 5 655 Domare: Huvuddomare Linus Öhlund Sören Persson Linjedomare Jimmy Dahmén Örjan Åhlén |
|     |               |                                                                                          |                         |                         | Skellefteå Publik: 5 655 Domare: Huvuddomare Linus Öhlund Sören Persson Linjedomare Jimmy Dahmén Örjan Åhlén | Skellefteå Publik: 5 655 Domare: Huvuddomare Linus Öhlund Sören Persson Linjedomare Jimmy Dahmén Örjan Åhlén |

| 3.7                                                 | 21 april 2018 | Växjö Lakers            | 4 – 1                   | Skellefteå AIK          | Vida Arena          |                     |
|                                                     |               | (0–0, 2–1, 2–0) Rapport | (0–0, 2–1, 2–0) Rapport | (0–0, 2–1, 2–0) Rapport | Växjö Publik: 5 750 | Växjö Publik: 5 750 |
|                                                     |               |                         |                         |                         | Växjö Publik: 5 750 | Växjö Publik: 5 750 |
| -                                                   | Period 1      | -                       |                         |                         | Växjö Publik: 5 750 | Växjö Publik: 5 750 |
| (37:23) 3 Oliver Bohm (38:21) 40 Elias Pettersson   | Period 2      | (33:08) 45 Oscar Möller |                         |                         | Växjö Publik: 5 750 | Växjö Publik: 5 750 |
| (48:49) 18 Andrew Calof (57:36) 40 Elias Pettersson | Period 3      | -                       |                         |                         | Växjö Publik: 5 750 | Växjö Publik: 5 750 |
|                                                     |               |                         |                         |                         | Växjö Publik: 5 750 | Växjö Publik: 5 750 |

| 4.7 | 22 april 2018 | Skellefteå AIK                                                                        | 0 – 5                   | Växjö Lakers            | Skellefteå Kraft Arena   |                          |
|     |               | (0–0, 0–3, 0–2) Rapport                                                               | (0–0, 0–3, 0–2) Rapport | (0–0, 0–3, 0–2) Rapport | Skellefteå Publik: 5 801 | Skellefteå Publik: 5 801 |
|     |               |                                                                                       |                         |                         | Skellefteå Publik: 5 801 | Skellefteå Publik: 5 801 |
| -   | Period 1      | -                                                                                     |                         |                         | Skellefteå Publik: 5 801 | Skellefteå Publik: 5 801 |
| -   | Period 2      | (24:56) 40 Elias Pettersson (26:35) 40 Elias Pettersson (38:44) (pp) 22 Janne Pesonen |                         |                         | Skellefteå Publik: 5 801 | Skellefteå Publik: 5 801 |
| -   | Period 3      | (42:17) 87 Robert Rosén (51:08) 64 Eric Martinsson                                    |                         |                         | Skellefteå Publik: 5 801 | Skellefteå Publik: 5 801 |
|     |               |                                                                                       |                         |                         | Skellefteå Publik: 5 801 | Skellefteå Publik: 5 801 |

Data om SM-slutspelet är hämtade från Svenska Ishockeyförbundet.

## Spelarstatistik för slutspelet
Poängliga
|    | Nr | Spelare           | Lag             | Position       | Matcher | Mål | Assist | Poäng | Snitt |
| -- | -- | ----------------- | --------------- | -------------- | ------- | --- | ------ | ----- | ----- |
| 1  | 40 | Elias Pettersson  | Växjö Lakers HC | center         | 13      | 10  | 9      | 19    | 1,46  |
| 2  | 87 | Robert Rosén      | Växjö Lakers HC | center         | 10      | 8   | 6      | 14    | 1,40  |
| 3  | 45 | Oscar Möller      | Skellefteå AIK  | högerforward   | 16      | 8   | 5      | 13    | 0,81  |
| 4  | 17 | Pär Lindholm      | Skellefteå AIK  | center         | 16      | 6   | 5      | 11    | 0,69  |
| 5  | 61 | Markus Ljungh     | Djurgårdens IF  | center         | 11      | 4   | 7      | 11    | 1,00  |
| 6  | 64 | Eric Martinsson   | Växjö Lakers HC | högerback      | 13      | 3   | 8      | 11    | 0,85  |
| 7  | 19 | Tuomas Kiiskinen  | Växjö Lakers HC | vänsterforward | 13      | 4   | 6      | 10    | 0,77  |
| 8  | 79 | Patrik Lundh      | Djurgårdens IF  | center         | 11      | 2   | 8      | 10    | 0,91  |
| 9  | 24 | Brendan Shinnimin | Växjö Lakers HC | center         | 13      | 2   | 8      | 10    | 0,77  |
| 10 | 64 | Jonathan Pudas    | Skellefteå AIK  | vänsterback    | 16      | 0   | 10     | 10    | 0,62  |

Spelarstatistiken är hämtad från Svenska Ishockeyförbundet.

## Direktkval till SHL
I direktkval till SHL möter de två förlorarlagen i SHL vinnarna från Hockeyallsvenskans kvalspel till SHL. Mötena avgörs i bäst av sju matcher.

## Arenor
| Anläggningar för SHL 2017/2018 ( )    | Anläggningar för SHL 2017/2018 ( )      | Anläggningar för SHL 2017/2018 ( )     | Anläggningar för SHL 2017/2018 ( ) | Anläggningar för SHL 2017/2018 ( ) |
| Brynäs IF                             | Djurgårdens IF                          | Frölunda HC                            | Färjestad BK                       | HV71                               |
| ------------------------------------- | --------------------------------------- | -------------------------------------- | ---------------------------------- | ---------------------------------- |
| Gavlerinken Arena Kapacitet: 7 909    | Hovet Kapacitet: 8 094                  | Scandinavium Kapacitet: 12 044         | Löfbergs Arena Kapacitet: 8 250    | Kinnarps Arena Kapacitet: 7 000    |
|                                       |                                         |                                        |                                    |                                    |
| Karlskrona HK                         | Linköping HC                            | Luleå HF                               | Malmö Redhawks                     | Mora IK                            |
| NKT Arena Karlskrona Kapacitet: 5 050 | Saab Arena Kapacitet: 8 500             | Coop Norrbotten Arena Kapacitet: 6 300 | Malmö Arena Kapacitet: 12 600      | Jalas Arena Kapacitet: 4 500       |
|                                       |                                         |                                        |                                    |                                    |
| Rögle BK                              | Skellefteå AIK                          | Växjö Lakers                           | Örebro HK                          |                                    |
| Lindab Arena Kapacitet: 5 150         | Skellefteå Kraft Arena Kapacitet: 5 801 | Vida Arena Kapacitet: 5 750            | Behrn Arena Kapacitet: 5 500       |                                    |
|                                       |                                         |                                        |                                    |                                    |